# Зеркало Урании

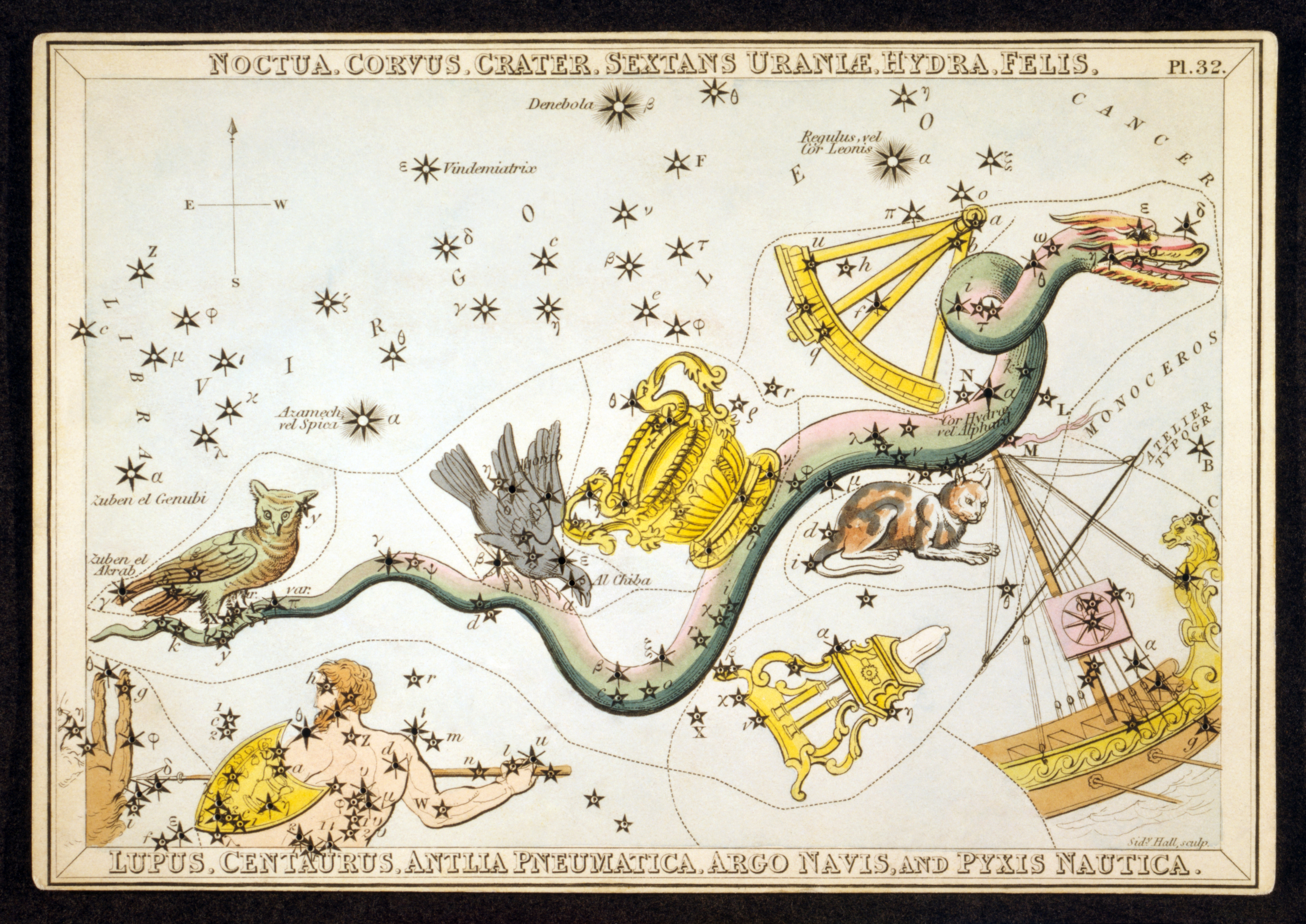
Карточка № 32 иллюстрирует двенадцать созвездий: девять современных, (Ворон, Чаша, Секстант, Гидра, Волк, Центавр, Насос и Компас), ныне разделённое Корабль Арго, а также уже отменённые созвездия Сова и Кошка.

«Зеркало Урании, или вид Небес» (англ. Urania’s Mirror) представляет собой набор из 32 карточек созвездий, впервые опубликованный в ноябре 1824 года. Карточки основаны на иллюстрациях из A Celestial Atlas Александра Джеймисона, но с добавлением отверстий, расположенных так, чтобы можно было получить представление о виде созвездий, если держать карточку напротив света. Каждый набор раскрашивался акварелью вручную, поэтому слегка отличается от остальных. Гравёром издания стал Сидни Холл, а авторство рисунков было приписано некой «Леди». Но затем картинки были идентифицированы как работы преподобного Ричарда Рауза Блоксэма, помощника мастера из школы в Рагби.
На обложке коробки с карточками изображена Урания, муза астрономии. Набор карточек шёл вместе с книгой под названием Популярный трактат по астрономии… (англ.  A Familiar Treatise on Astronomy…), написанной в качестве дополнения.
П. Д. Хингли, исследователь, которому удалось раскрыть тайну создателя карточек через сто семьдесят лет после их публикации, считает их одними из самых привлекательных карт из тех, что печатались в начале XIX века.

## Описание

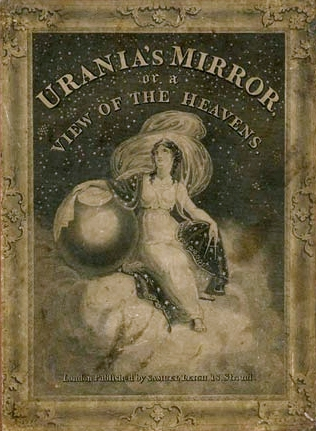
Крышка коробки, с изображением музы астрономии Урании

Каждая карточка содержит художественное отображение одного или нескольких созвездий, которые существовали на момент издания набора. Всего на карточках изображены 79 созвездий и две части созвездия: Голова Медузы Горгоны, которую держит Персей (карточка № 6), и Гусь (карточка № 14). Сравнительный анализ показал, что иллюстрации созвездий из «Зеркала Урании» были почти точно скопированы из A Celestial Atlas Александра Джеймисона, опубликованного в Лондоне тремя годами раньше, в 1822 году. В «Зеркало» были даже включены два новых созвездия, выделенные Джеймисоном: Noctua, Сова (карточка № 32, для замены существующего тогда Turdus Solitarius, Одинокий Дрозд), и Нилометр (карточка № 26), созвездие, представляющее собой измерительную рейку ежегодного подъёма вод Нила, которую держит в руке фигура, изображающая созвездие Водолей. Возможно, истинная причина анонимности автора заключается в желании избежать возможных обвинений в плагиате со стороны Джеймисона.
Первоначально набор карточек рекламировался как «включающий в себя все созвездия, видимые в Британской империи», но, по сути, в набор не входят многие из южных созвездий, которые видны низко над горизонтом, и поэтому второе издание просто утверждало, что в него включены все созвездия, «видимые на территории Великобритании». Некоторые карточки сосредоточились на одном созвездии, другие включают в себя несколько. Карточка № 32, в центре которой находится созвездиеГидра, изображает двенадцать созвездий (некоторые из которых больше не признаются). На карточке № 28 находится шесть созвездий, все остальные карточки не содержат более четырёх созвездий . Каждая карточка имеет размер 8 на 5 ½ дюймов (около 20 на 14 см). Книга Иосафата Аспина под названием «Трактат по астрономии» (англ.  A Familiar Treatise on Astronomy) (полное название A Familiar Treatise on Astronomy, Explaining the General Phenomena of the Celestial Bodies; with Numerous Graphical Illustrations) была написана как дополнение к карточкам. Книга и карточки были напечатаны Самуэлем Ли (Samuel Leigh), 18 Стрэнд, Лондон, затем издательская фирма переехала на Странд, 421 и изменила свое название на М. А. Ли (M. A. Leigh) в четвёртом издании. Карточки и книги упаковывались в коробку с изображением Урании, музы астрономии.
П. Д. Хингли называет этот набор карточек «одним из самых очаровательных и визуально привлекательных среди многих вспомогательных средств к самостоятельному изучению астрономии, печатавшихся в начале девятнадцатого века». Касательно их главной особенности (каждая карточка имела небольшие отверстия, чтобы дать представление о виде созвездия, если держать карточку напротив света) он отмечает, что поскольку размер отверстий соответствует величине звезды, это даёт довольно реалистичное изображение созвездия. Иан Ридпат описывает набор карточек как «привлекательный», но отмечает, что из-за огня, а в его время это были в первую очередь свечи, многие карточки, вероятно, сгорели из-за невнимательности при попытке держать их перед пламенем.
Он отмечает три другие попытки использовать приём с отверстиями: звёздный атлас Франца Николауса Кёнига «Celeste» (1826), Фридриха Брауна Химмельса — «Atlas in transparenten Karten» (1850) и книгу Отто Моллингера «Himmelsatlas» (1851), но заявляет, что им не хватает артистизма «Зеркала Урании».

## Копирование из A Celestial Atlas

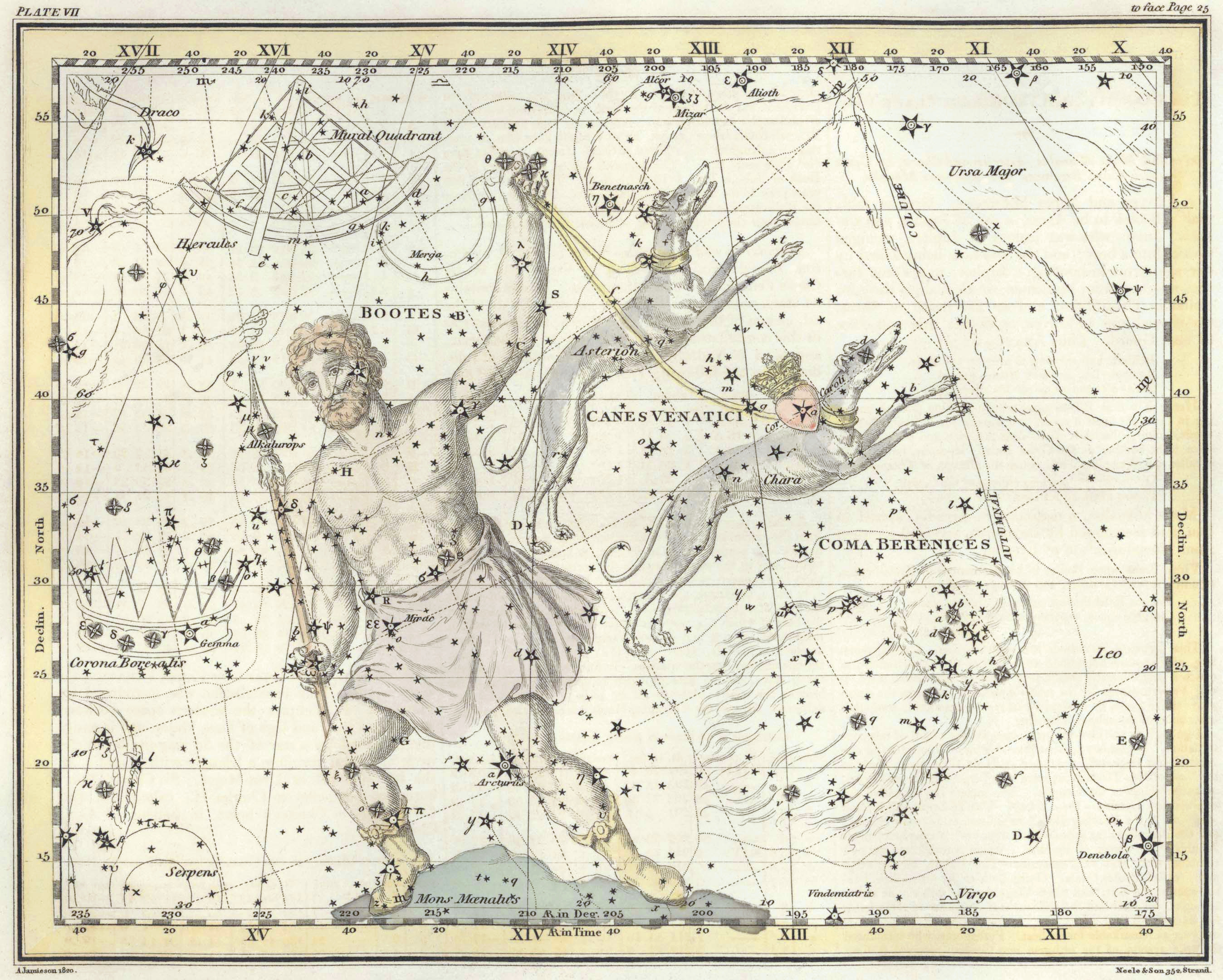
A Celestial Atlas, Карточка №7
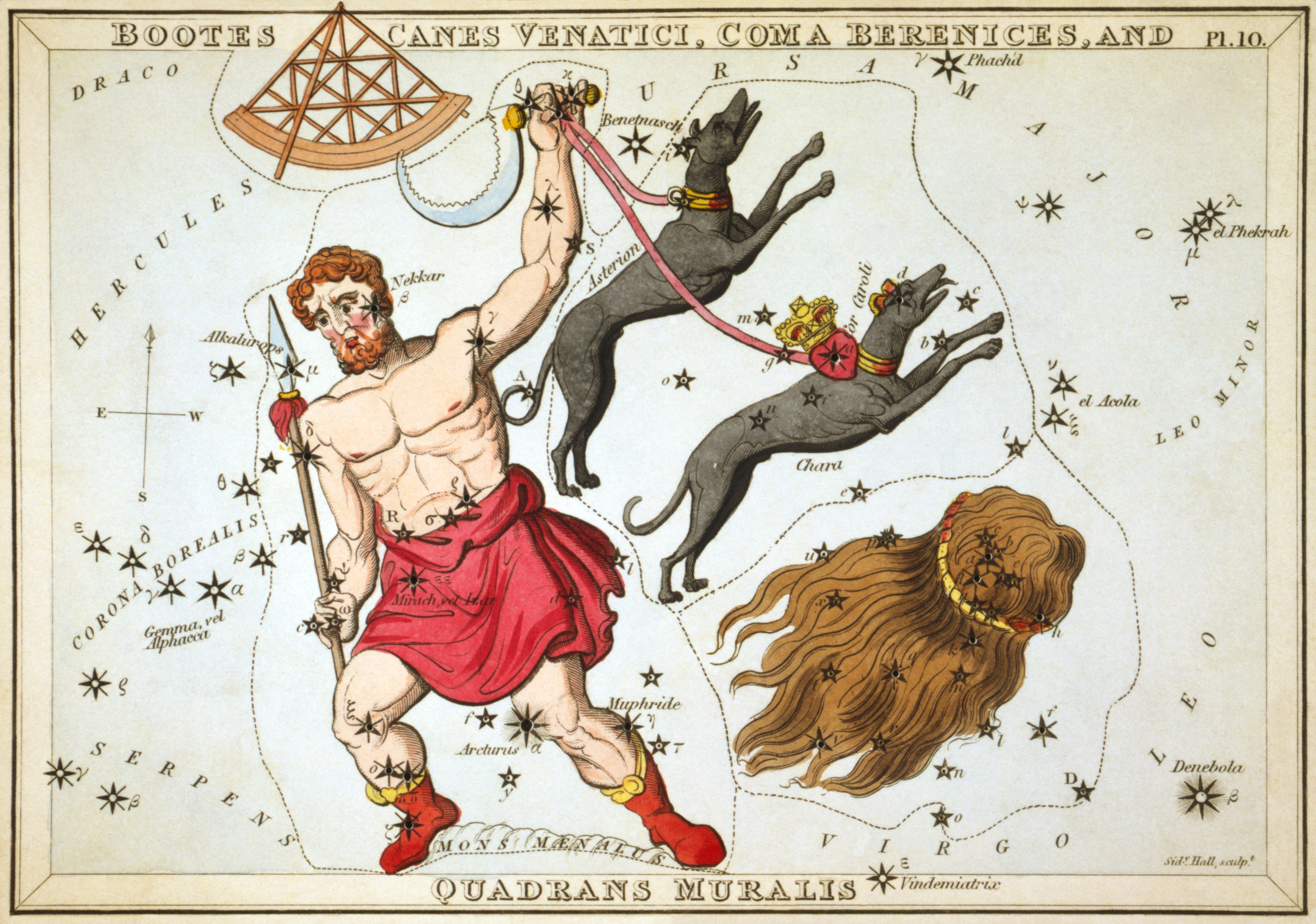
Urania's Mirror, Карточка № 10

Изображения созвездий были скопированы из A Celestial Atlas Джеймисона, звёздного атласа, опубликованного тремя годами ранее, и поэтому повторяют его особенности, в том числе новое созвездие Сова (Сова), и Norma Nilotica — прибор для измерения уровня Нила — который держит Водолей — хозяин воды.

## Тайна авторства и её разрешение

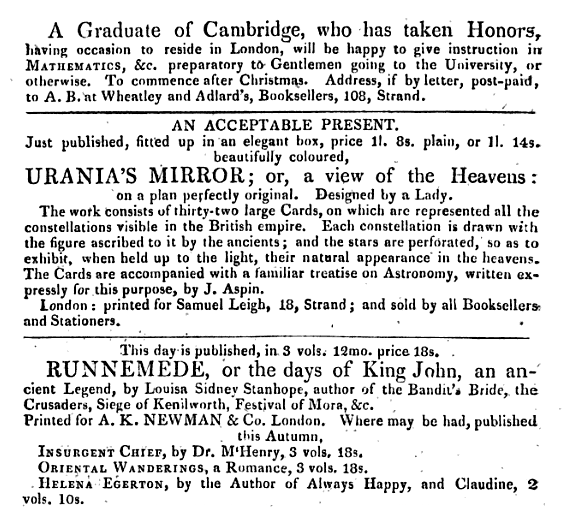
Реклама Urania’s Mirror в декабре 1824 года предлагает его в качестве «приятного» рождественского подарка.

Рекламные объявления об Urania’s Mirror, так же как и введение в книге, прилагающейся к карточкам, приписывали дизайн карточек некой «леди», которая описана во введении к книге как «молодая». Это привело к спекуляциям о её личности, которые длились более ста лет. Предполагалось, что ею могли быть видные женщины-астрономы Каролина Гершель и Мэри Сомервилль, другие считали, что это гравёр Сидни Холл; но ни одно из предположений не считалось достаточно достоверным.
Реальная личность автора была открыта через 170 лет. В 1994 году П. Д. Хингли (1951—2012), который был библиотекарем Королевского астрономического общества Лондона, во время архивации избирательных сертификатов на допуск в общество, нашёл сертификат для преподобного Ричарда Роуза Блоксэма, в котором он был назван автором Urania’s Mirror. В то время как у Блоксэма было несколько заметных сыновей, сам он не имеет никаких известных публикаций, и его главная особенность состоит в том, что он работал помощником мастера в школе Рагби в течение 38 лет.
Причины маскировки неизвестны. П. Д. Хингли выдвигает несколько предположений. Первое — коммерческие соображения: многие современные издания пытались дать понять, что в их создании принимали участие женщины, дабы покупатели воспринимали книгу как понятную и доступную для любого пола. Второе — анонимность: возможно, она была необходима из-за должности, которую Блоксэм занимал в школе Рагби, хотя Хингли отмечает, что школа была весьма прогрессивным заведением, что делает это предположение маловероятным. И, наконец, ещё одной возможной причиной он называет скромность. Иан Ридпат, отмечая плагиат рисунков из A Celestial Atlas, полагает, что это само по себе может быть достаточным, чтобы заставить автора пожелать остаться неизвестным.

## Издания

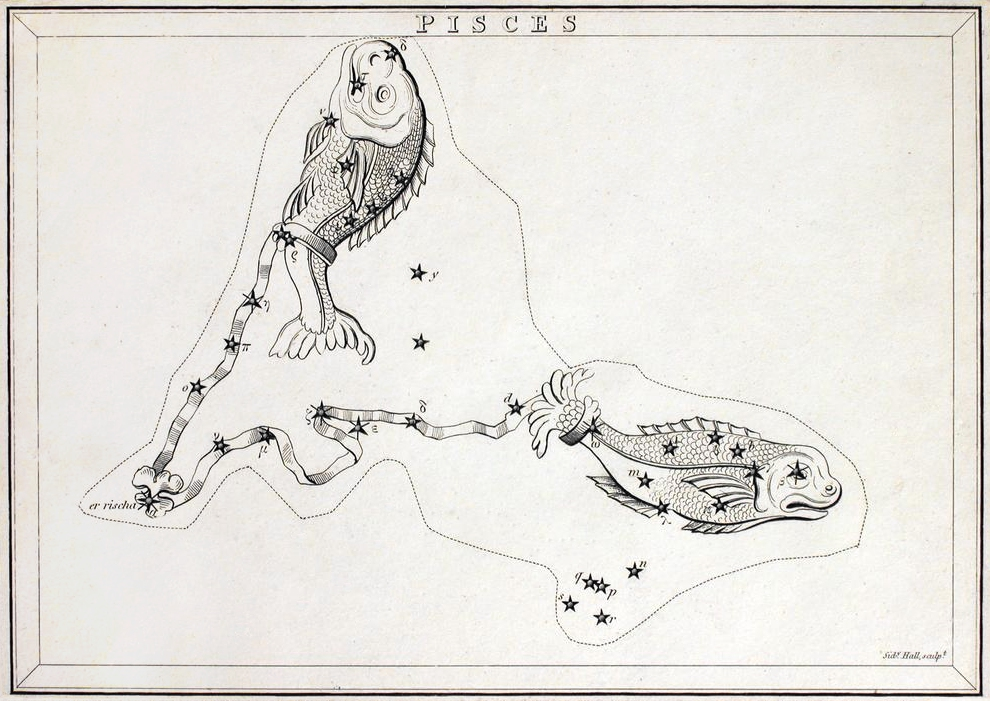
Первое издание «Рыб», без звезд в соседних созвездиях. Не раскрашенная.
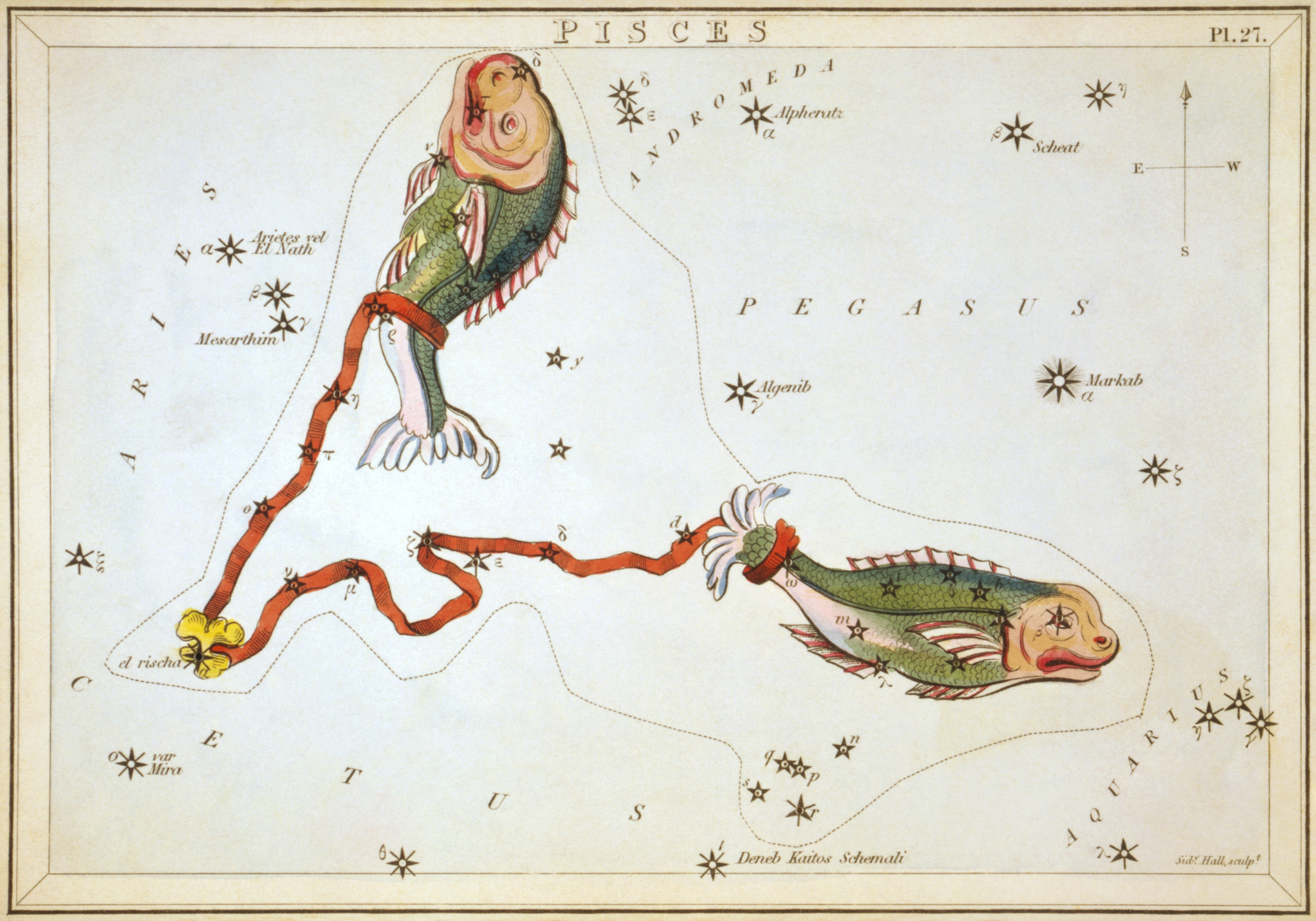
Второе издание «Рыб», со звездами в соседних созвездиях. Полностью окрашенная.

В декабре 1824 года была выпущена реклама, в которой говорилось, что в продажу предлагаются карточки, которые «только что опубликованы», и называла цену £1/8s за «простые» или в 1£/14s за «полностью окрашенные». В первом издании находились карточки изолированных созвездий. Но во втором издании, которое вскоре последовало, звезды были представлены в контексте ближайших созвездий.
Американское издание было опубликовано в 1832 году. Современные перепечатки были произведены в 1993 году. В 2004 году издательство Barnes & Noble воспроизвело американское издание (с сопровождающей книгой). Отдельное факсимиле набора карточек вошло в издание «The Box of Stars» (1993 год). Сопровождающая книга A Familiar Treatise on Astronomy от Иосафата Аспина пережила не менее четырёх изданий, последнее из которых — в 1834 году. Второе издание показало заметное расширение содержимого, оно выросло со 121 страницы в первом издании до 200 страниц во втором. Книга, ко времени американского издания 1834 года, состояла из введения, перечня северных и южных созвездий, описания каждой карточки, с историей и справочной информацией об изображённом созвездии, алфавитного списка с перечнем звезд (таких, например, как Ахернар) с указанием их обозначения Байера, видимой величины и соответствующего созвездия «Вторая часть» Зеркала Урании, должна была включать иллюстрации планет и портативный планетарий. Она была объявлена, но нет никаких доказательств того, что она была издана.

## Галерея

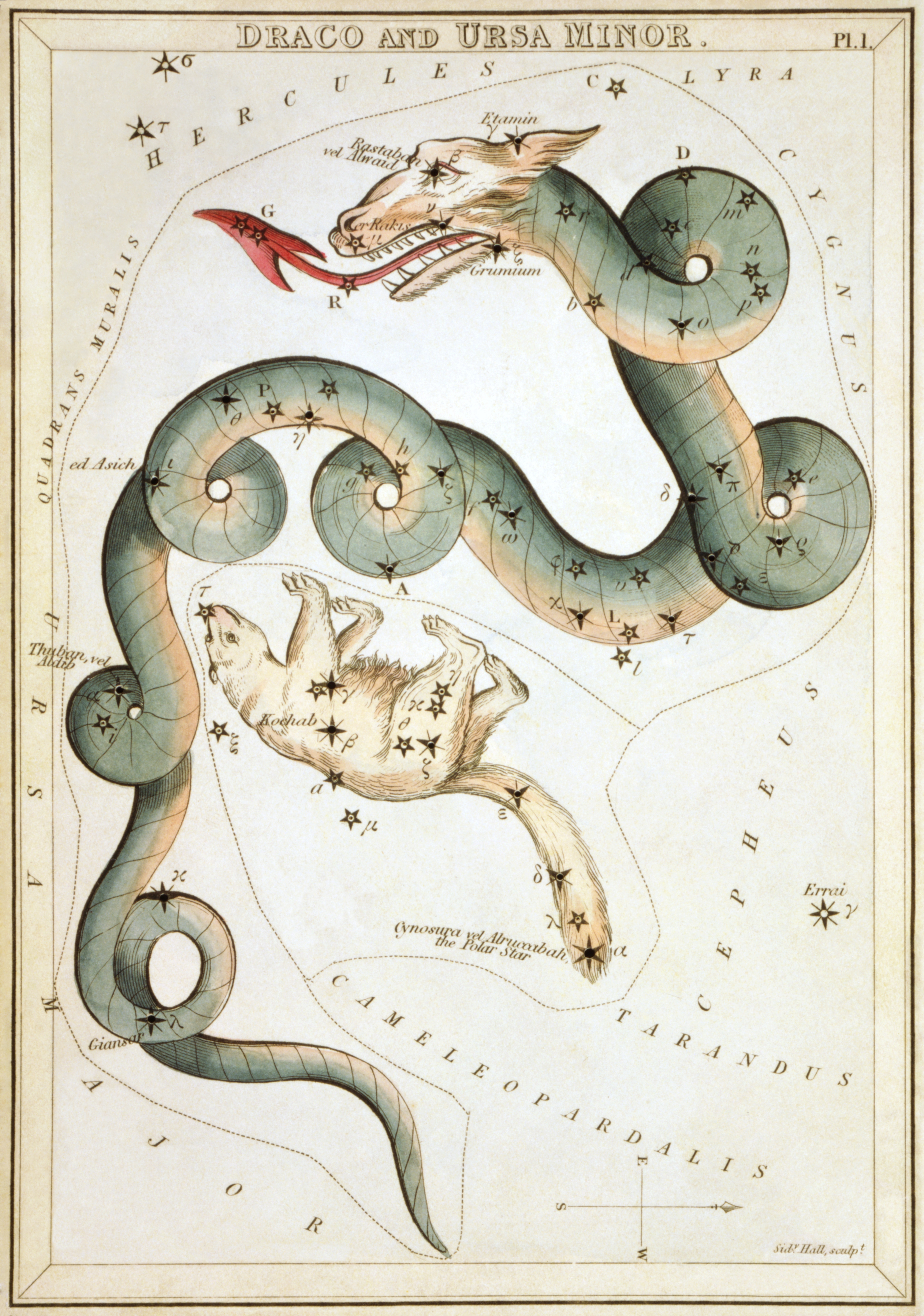
Карточка №1: Дракон и Малая Медведица
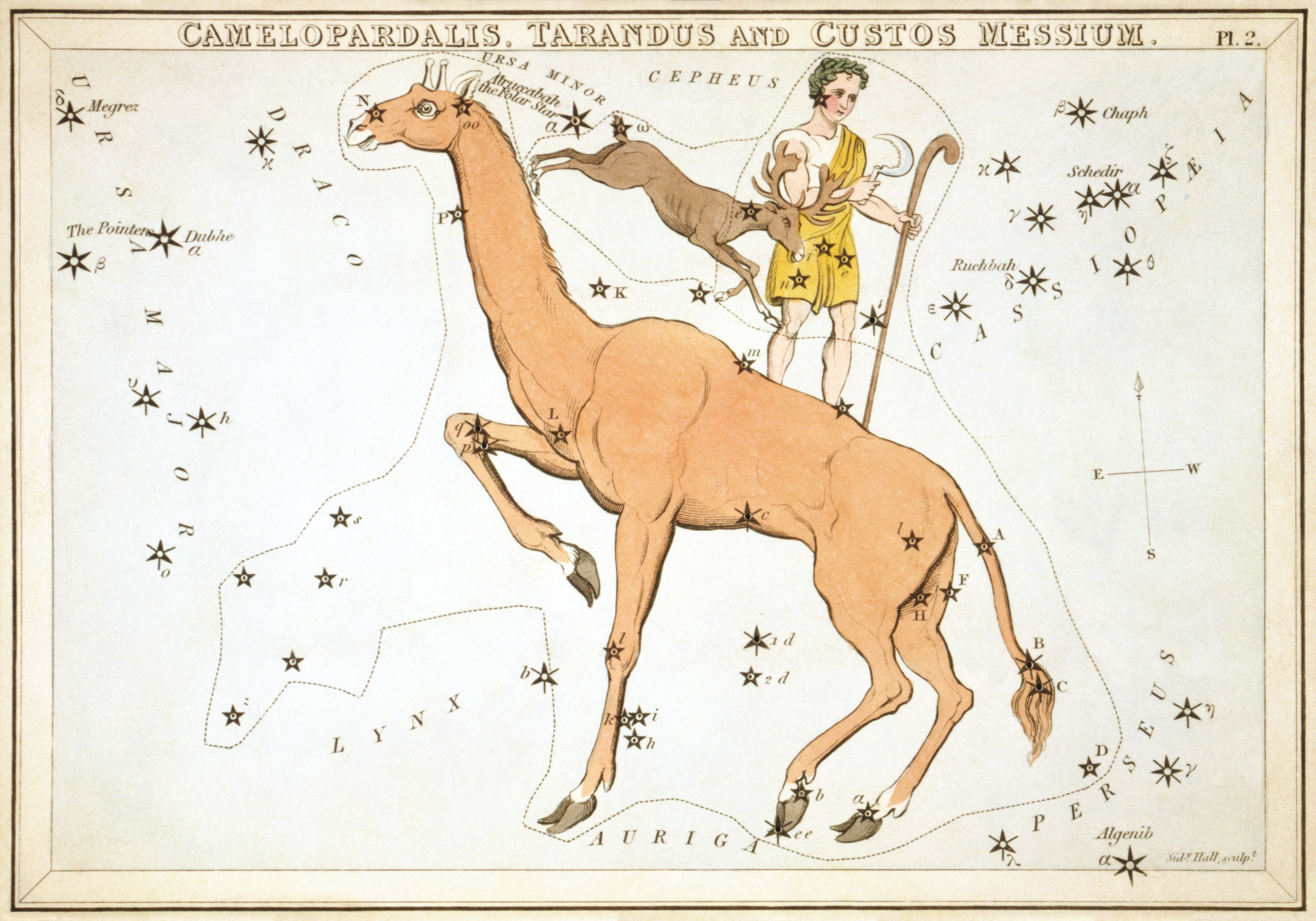
Карточка №2:  Жираф,  Северный Олень и Хранитель Урожая
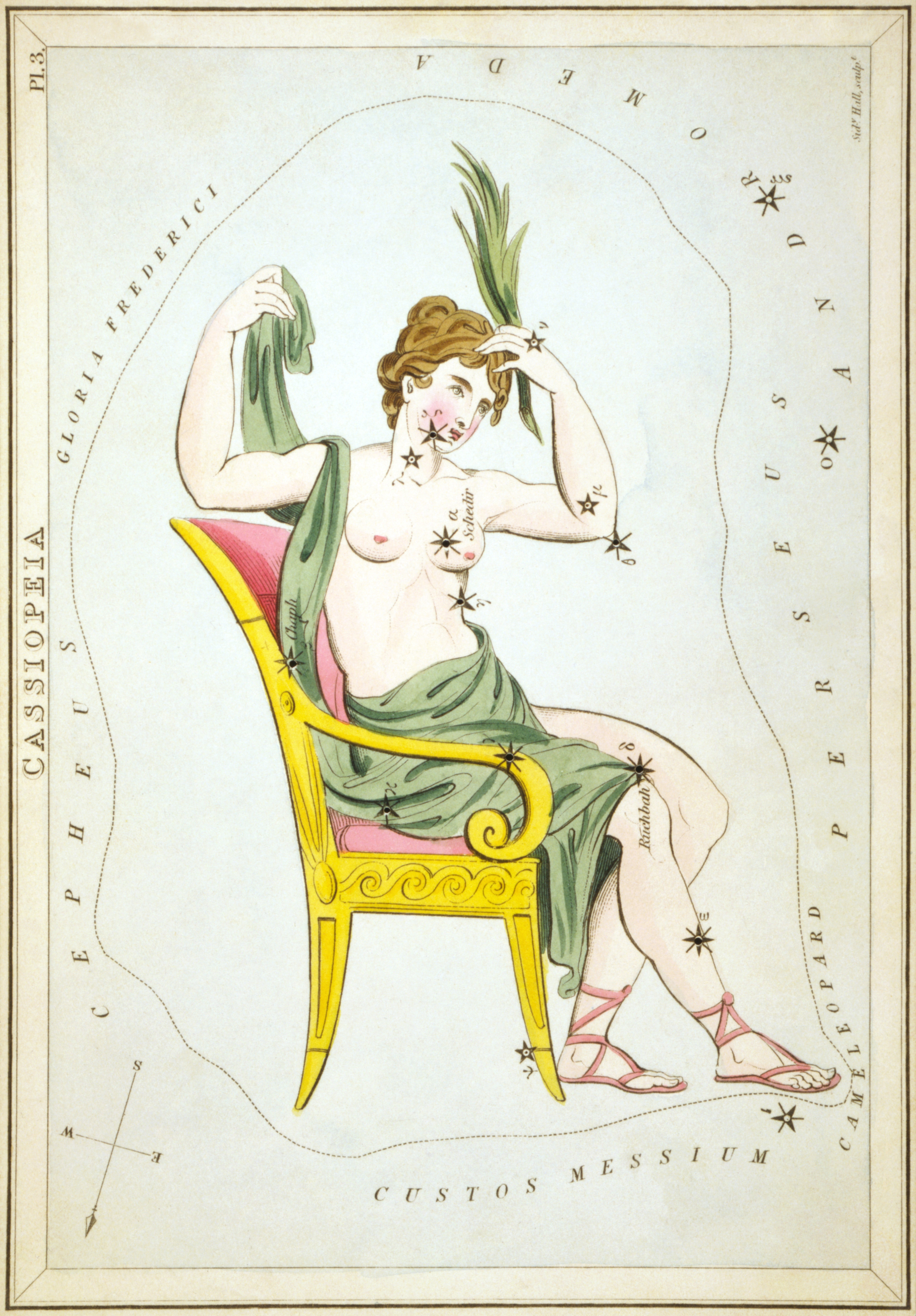
Карточка №3:  Кассиопея
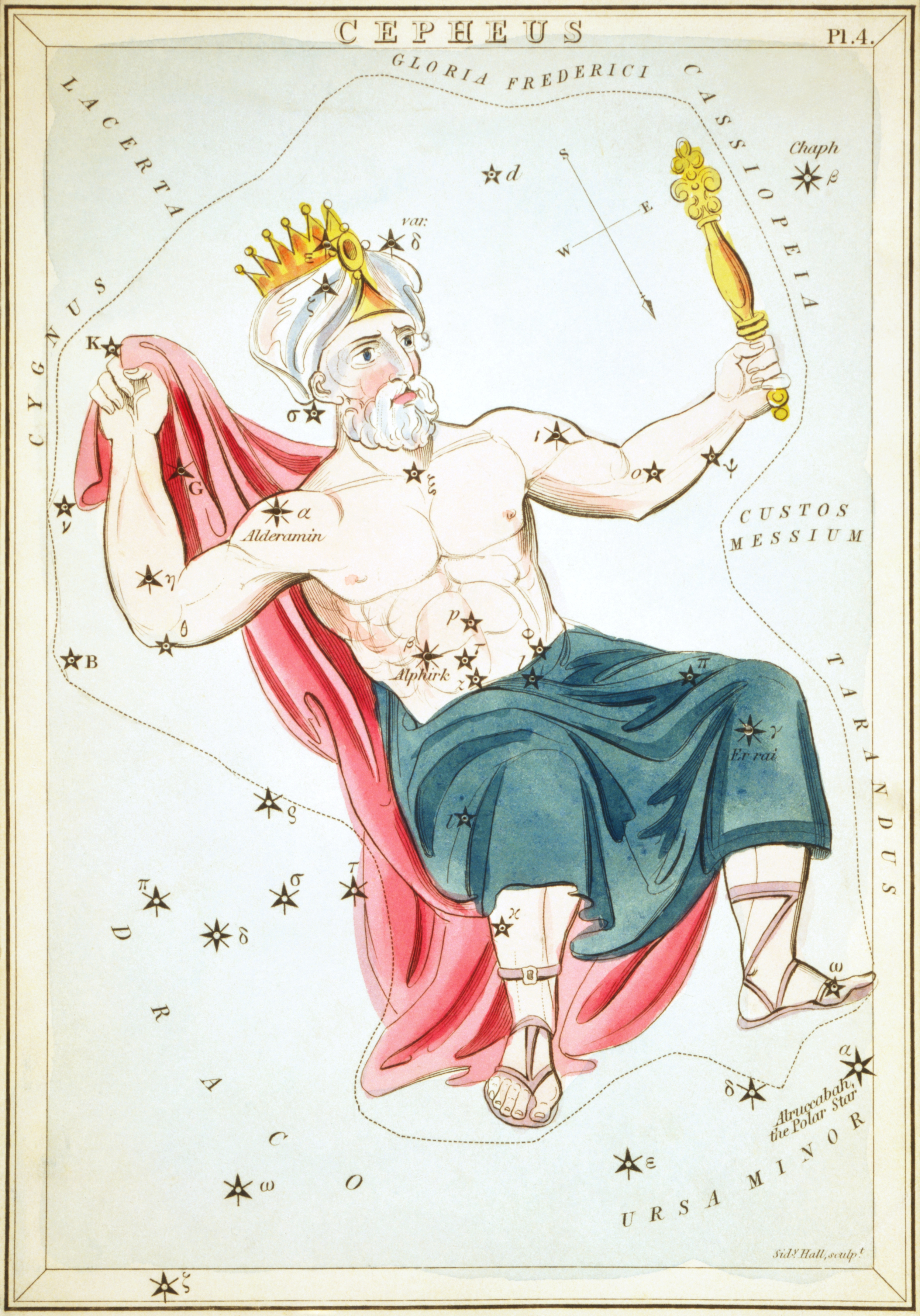
Карточка №4:  Цефей
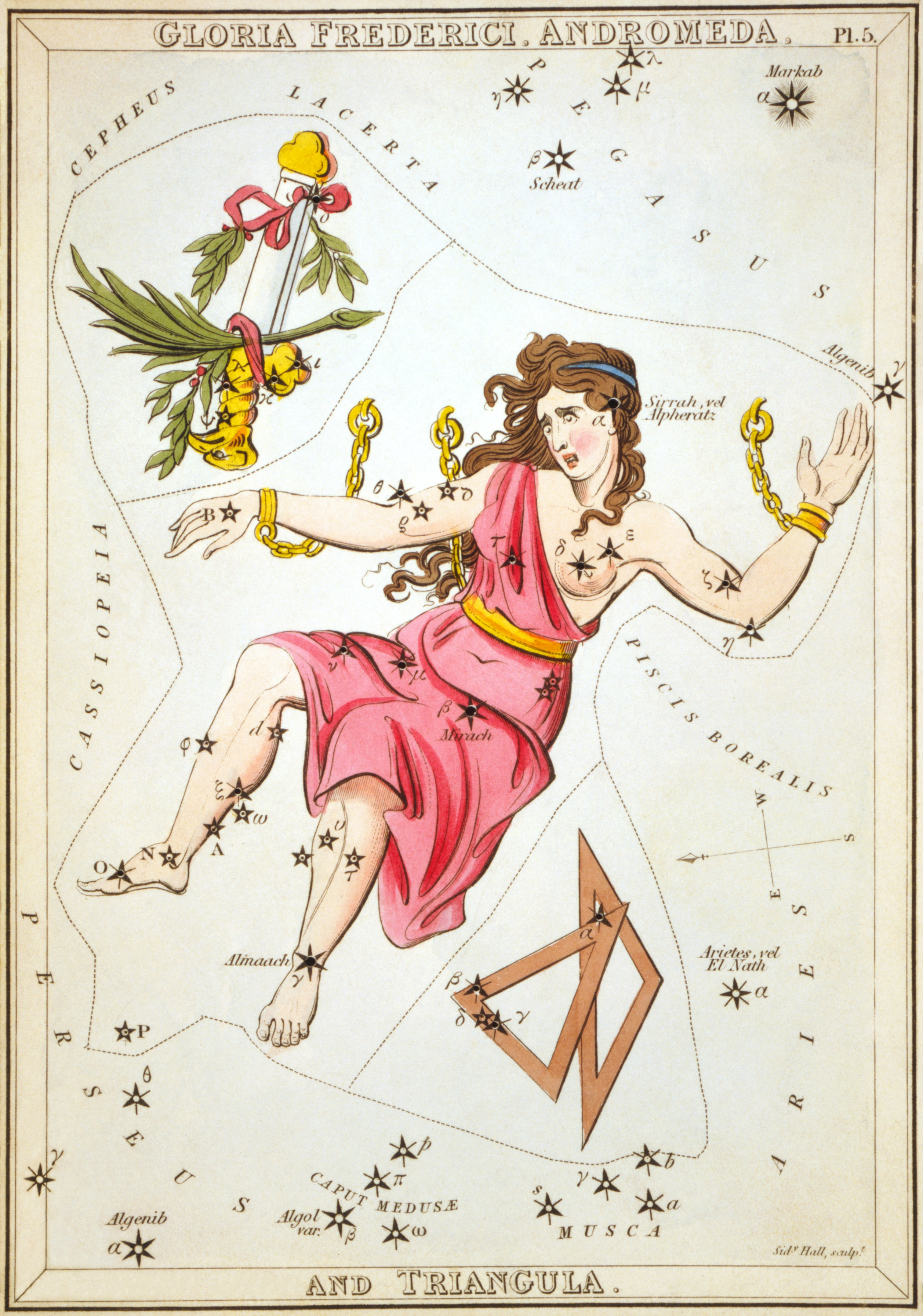
Карточка №5:  Слава Фридриха II, Андромеда, и  Треугольники
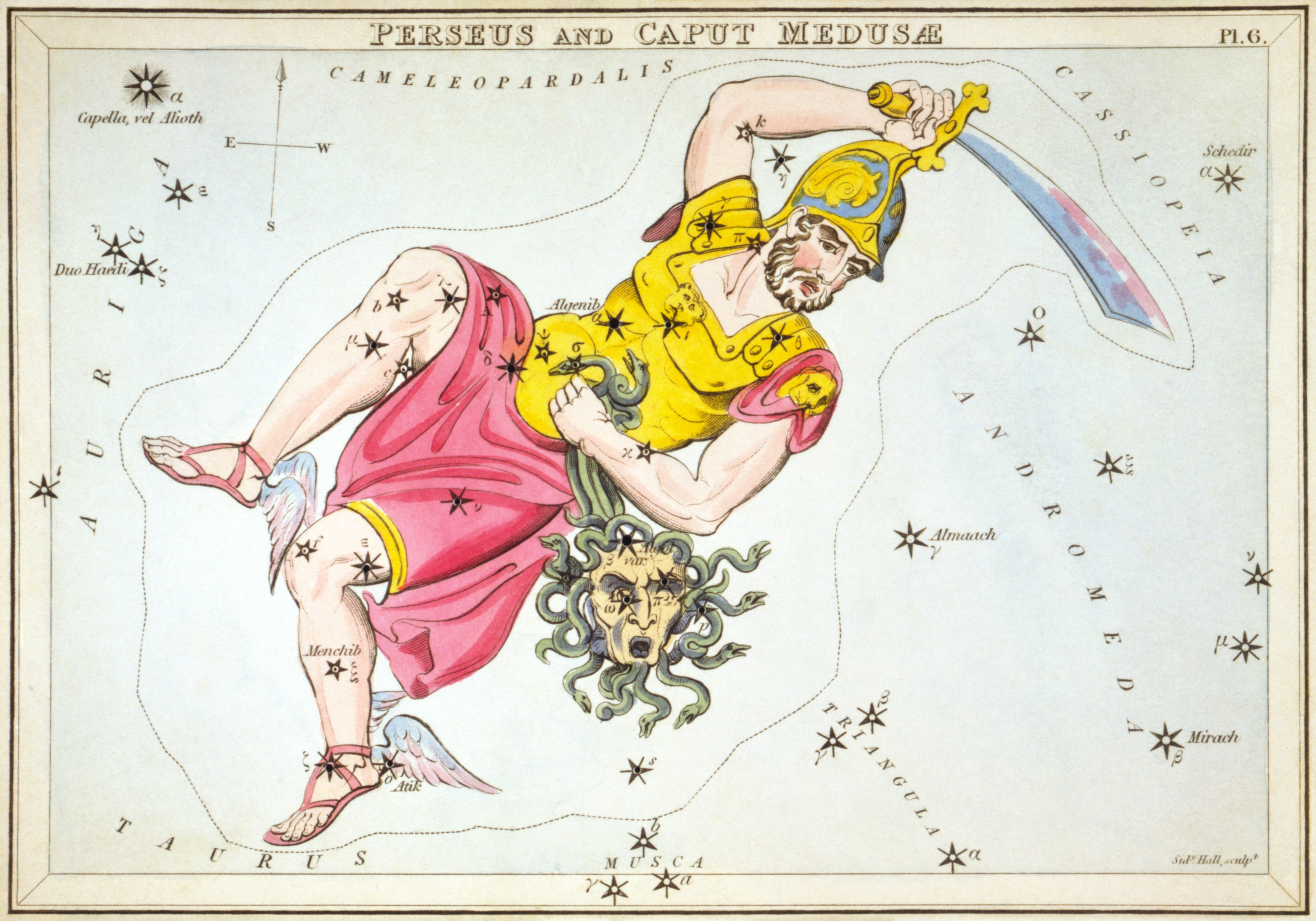
Карточка № 6:  Персей и Голова Горгоны
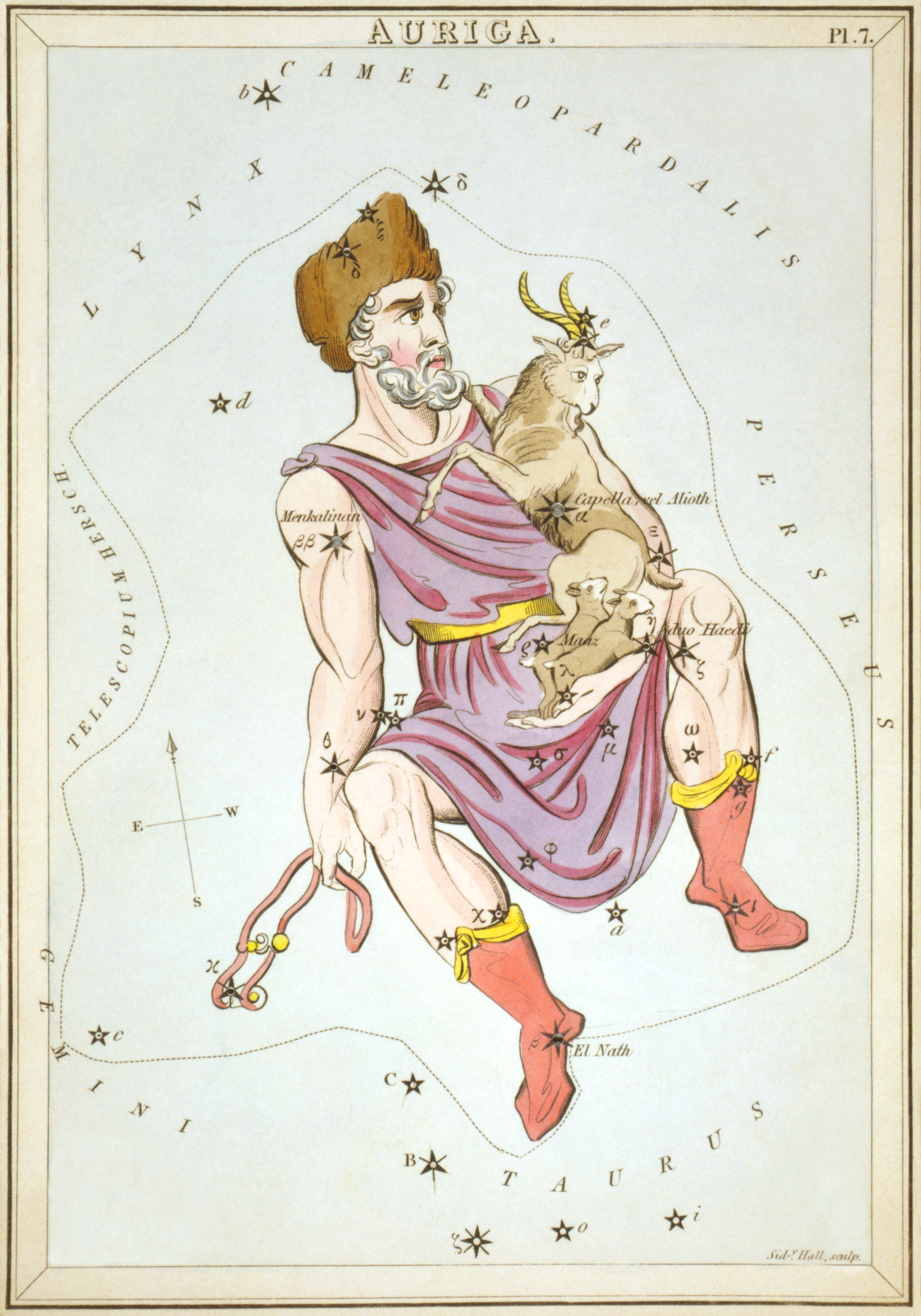
Карточка №7:  Возничий
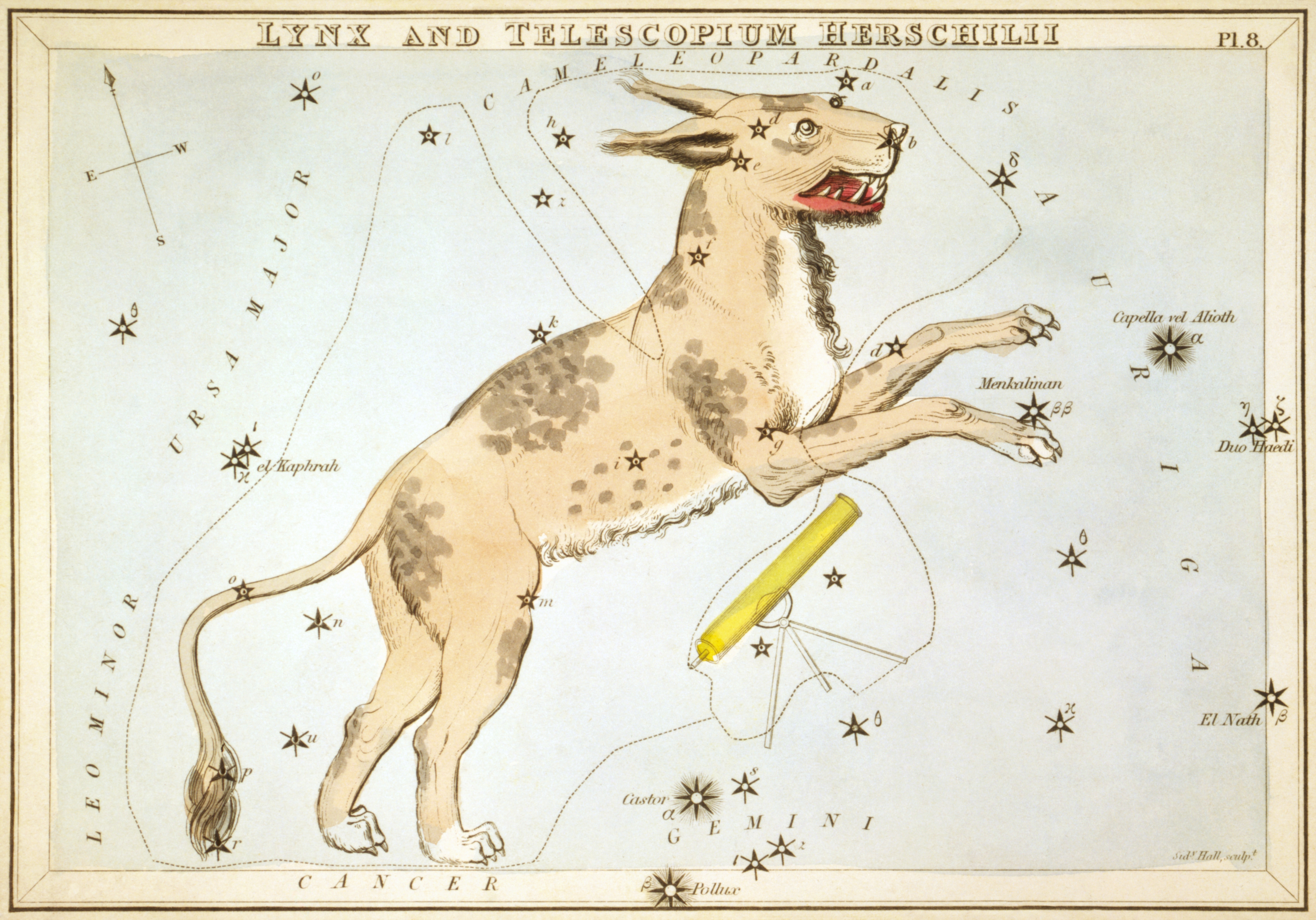
Карточка №8:  Рысь и Телескоп Гершеля
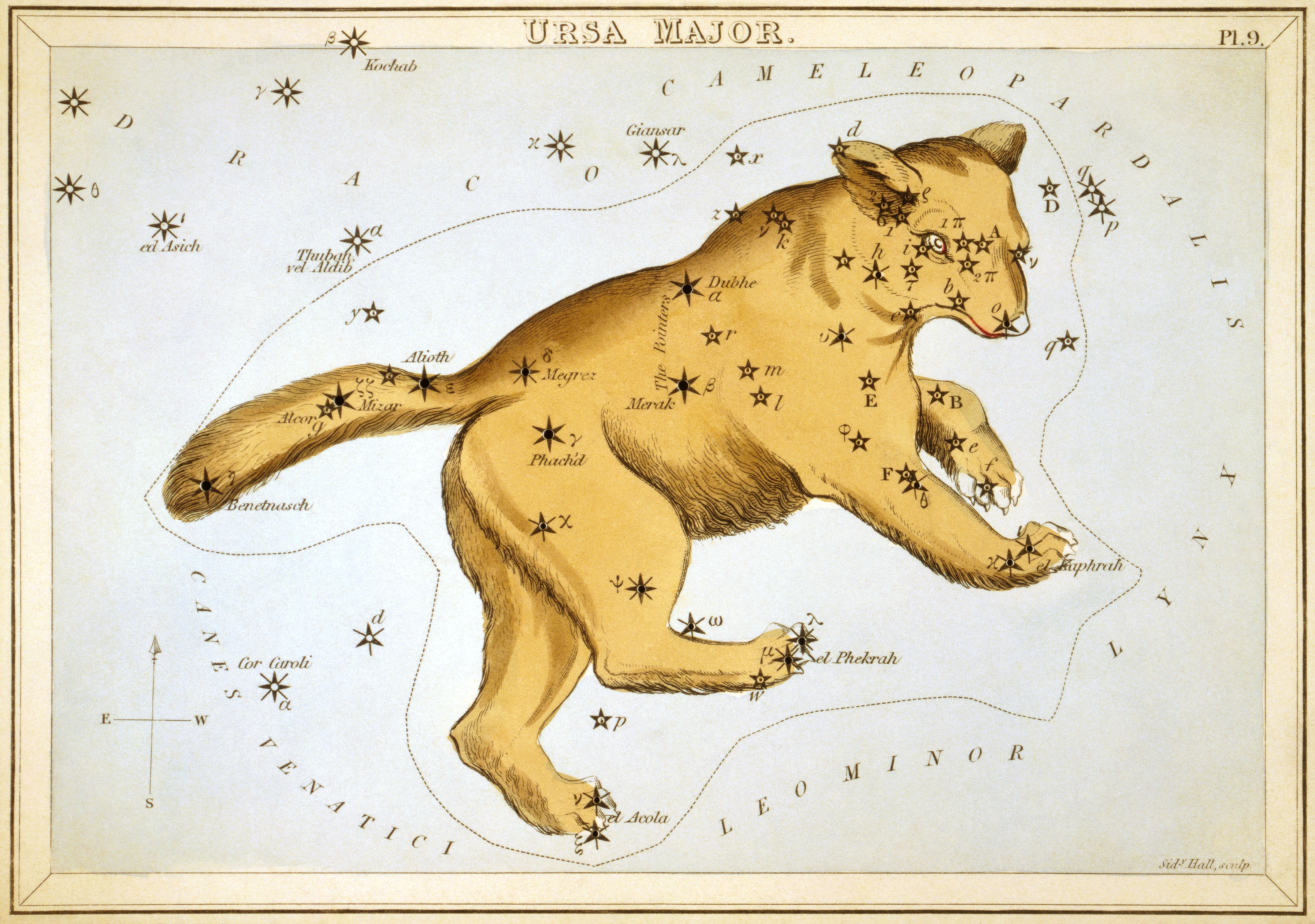
Карточка №9: Большая Медведица
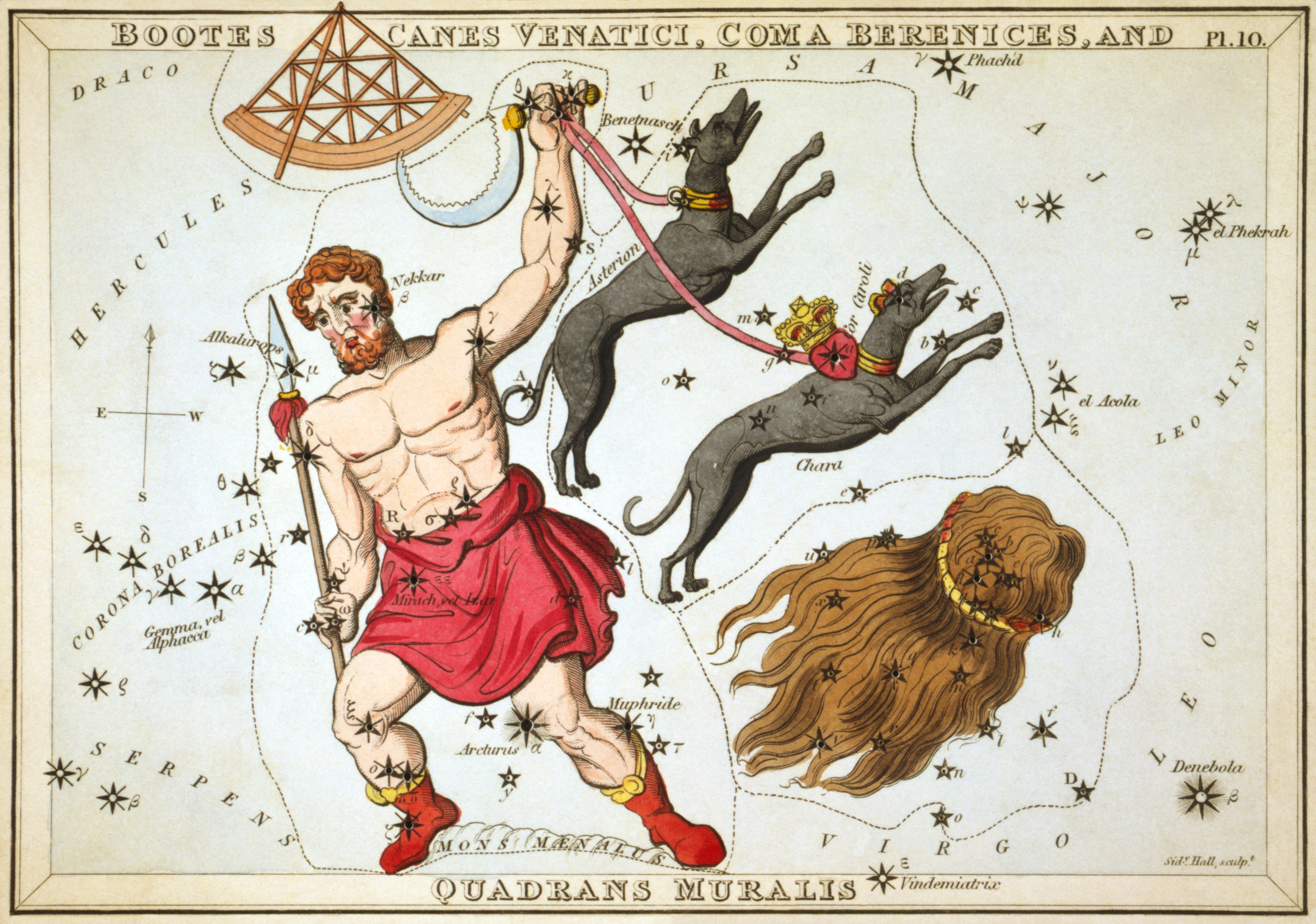
Карточка №10:  Волопас, Гончие Псы,  Волосы Вероники, и  Стенной Квадрант
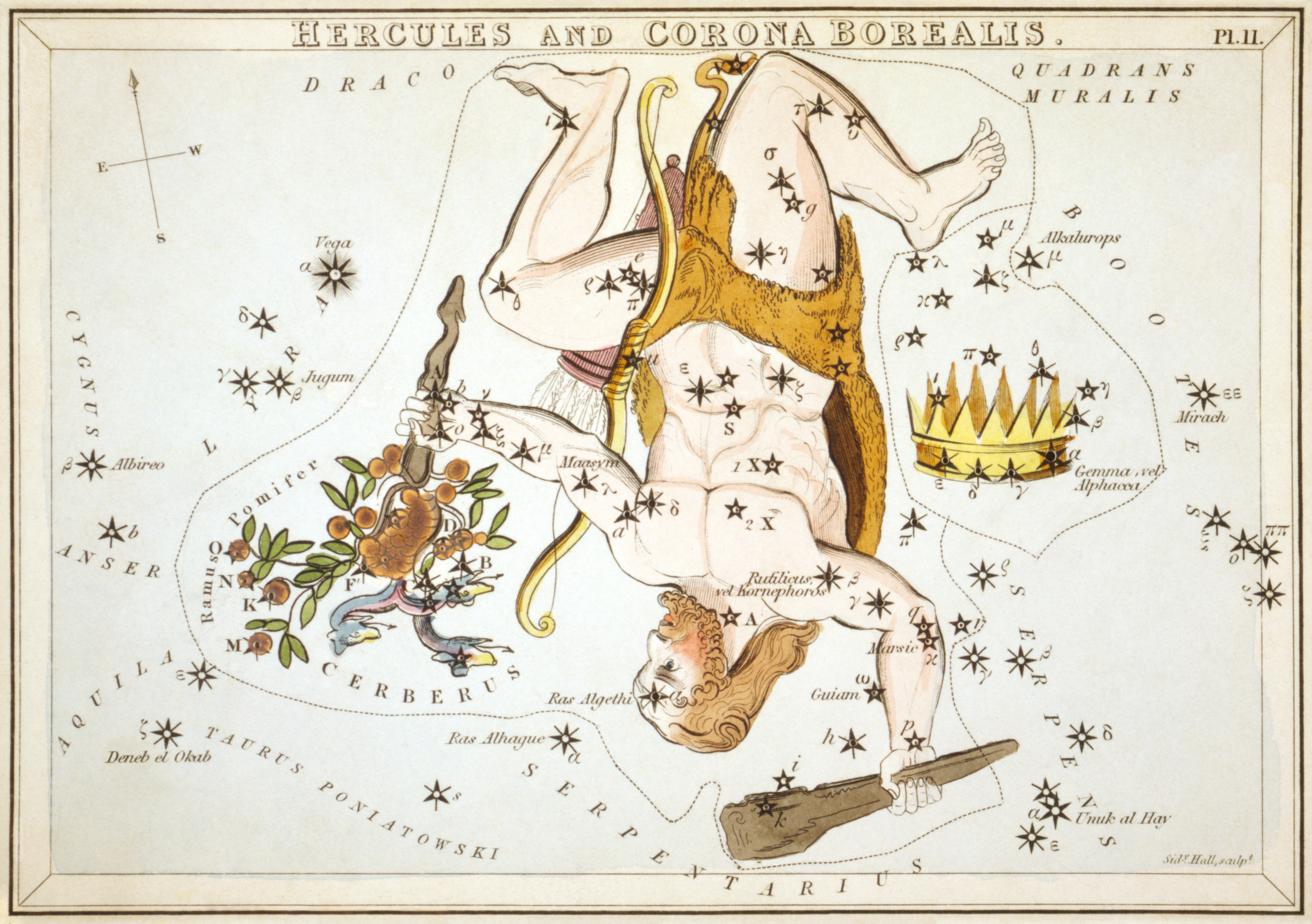
Карточка №11:  Геркулес и Северная Корона
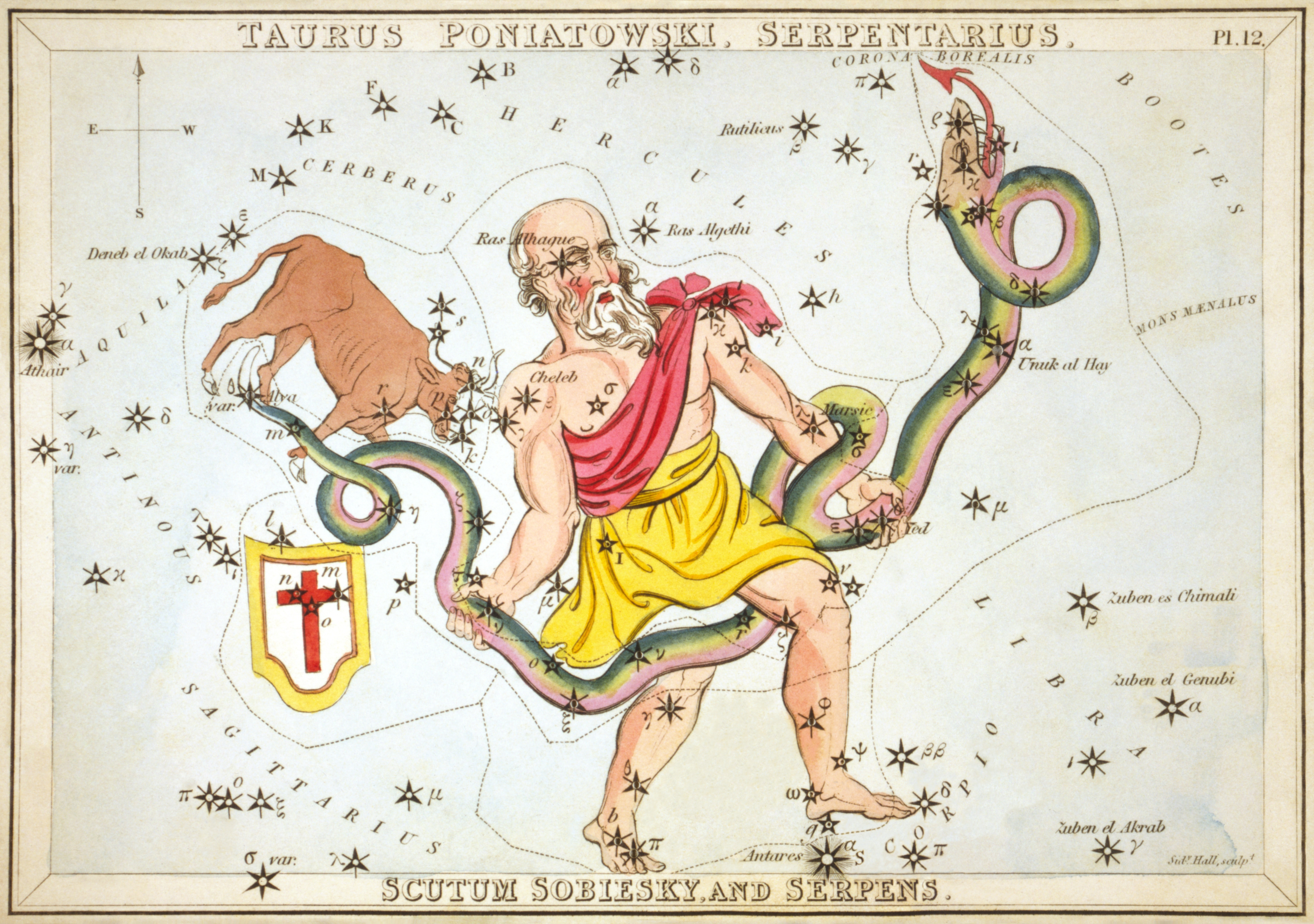
Карточка №12:  Телец Понятовского, Змееносец,  Щит Собеского, и Змея
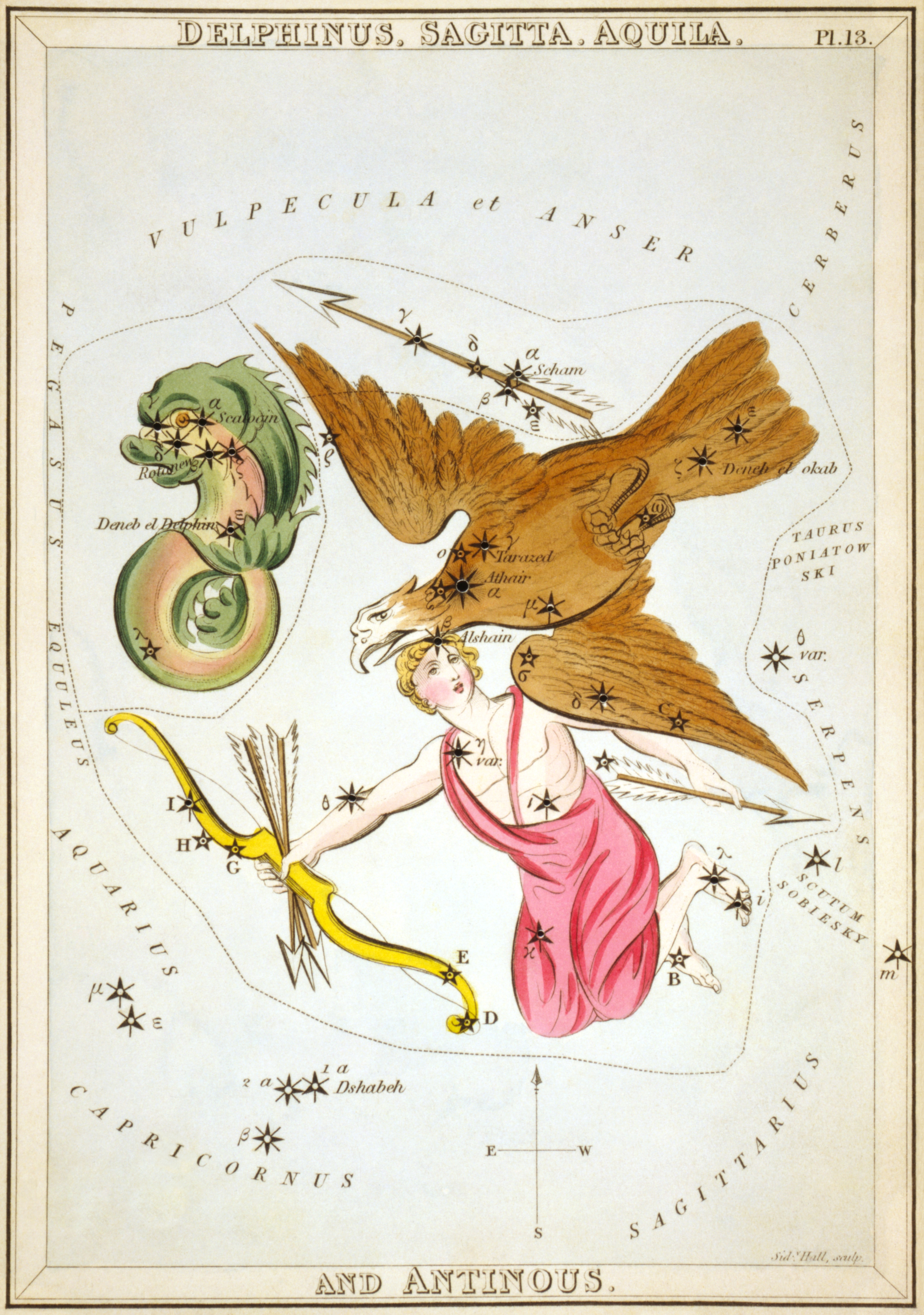
Карточка № 13:  Дельфин, Стрела, Орёл, и  Антиной
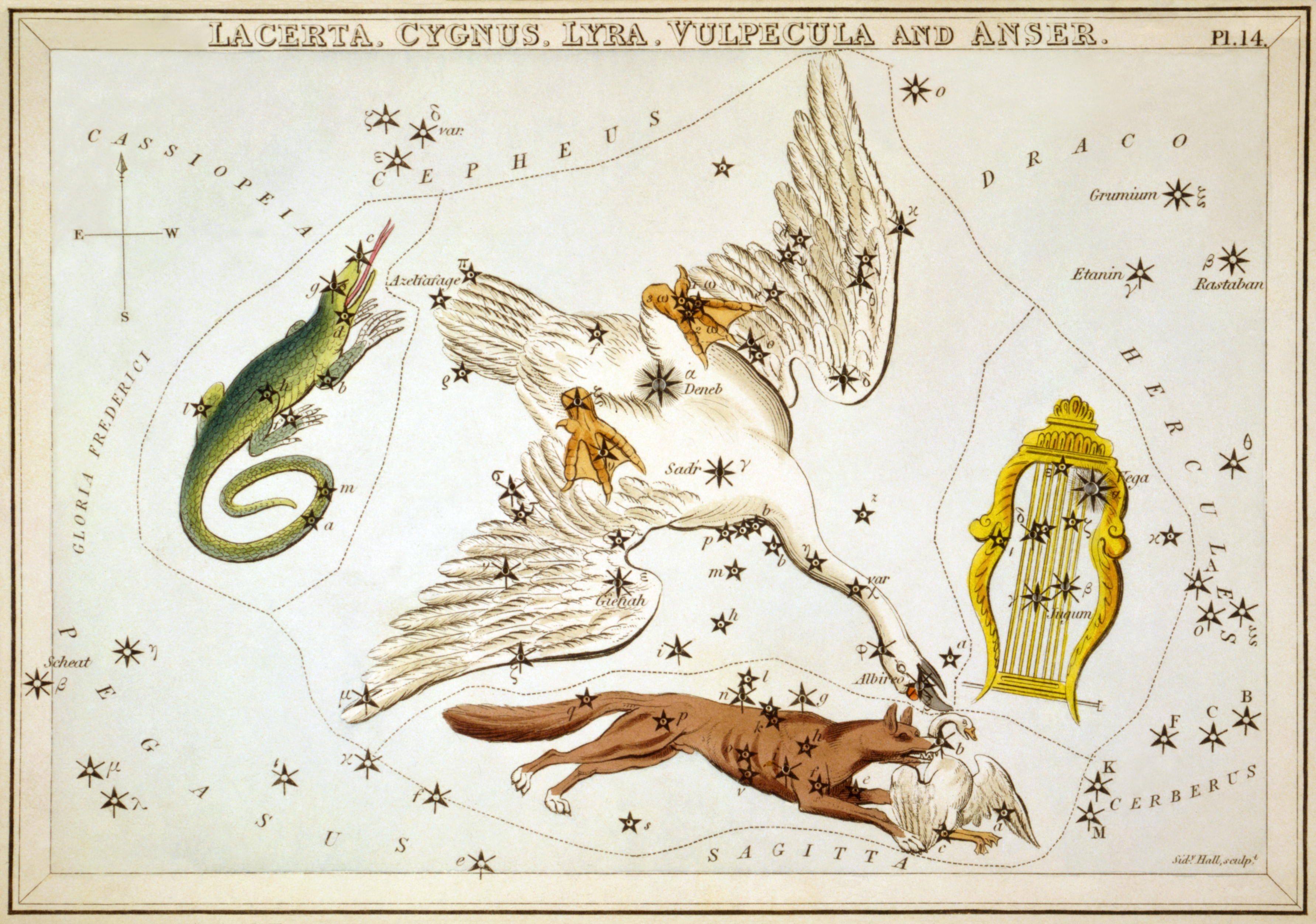
Карточка №14: Ящерица, Лебедь, Лира, и  Лисичка с Гусем
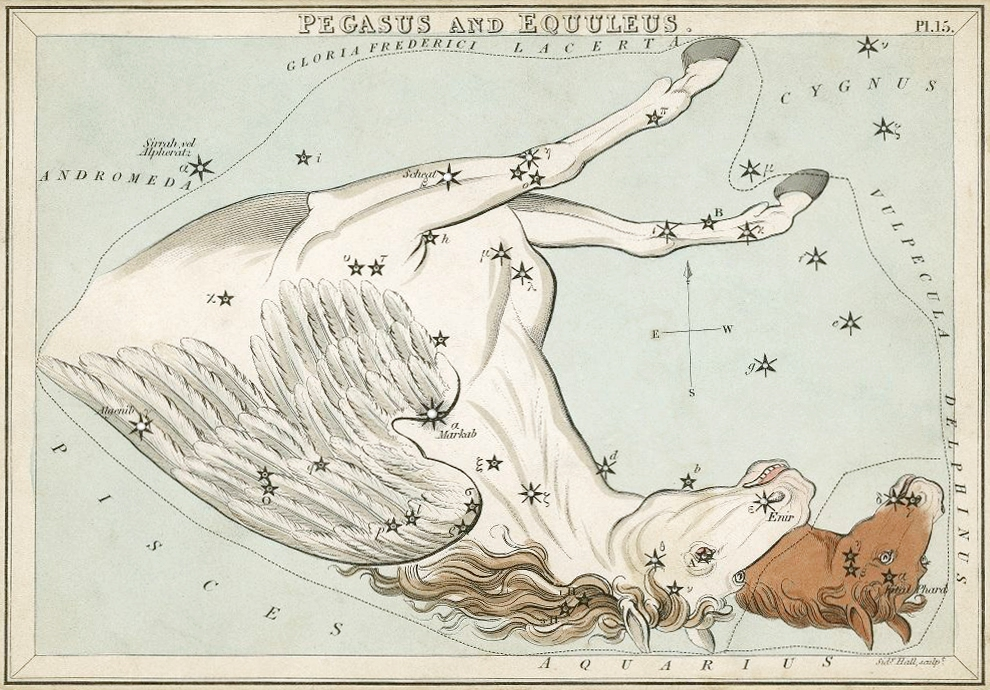
Карточка №15:  Пегас и Малый Конь
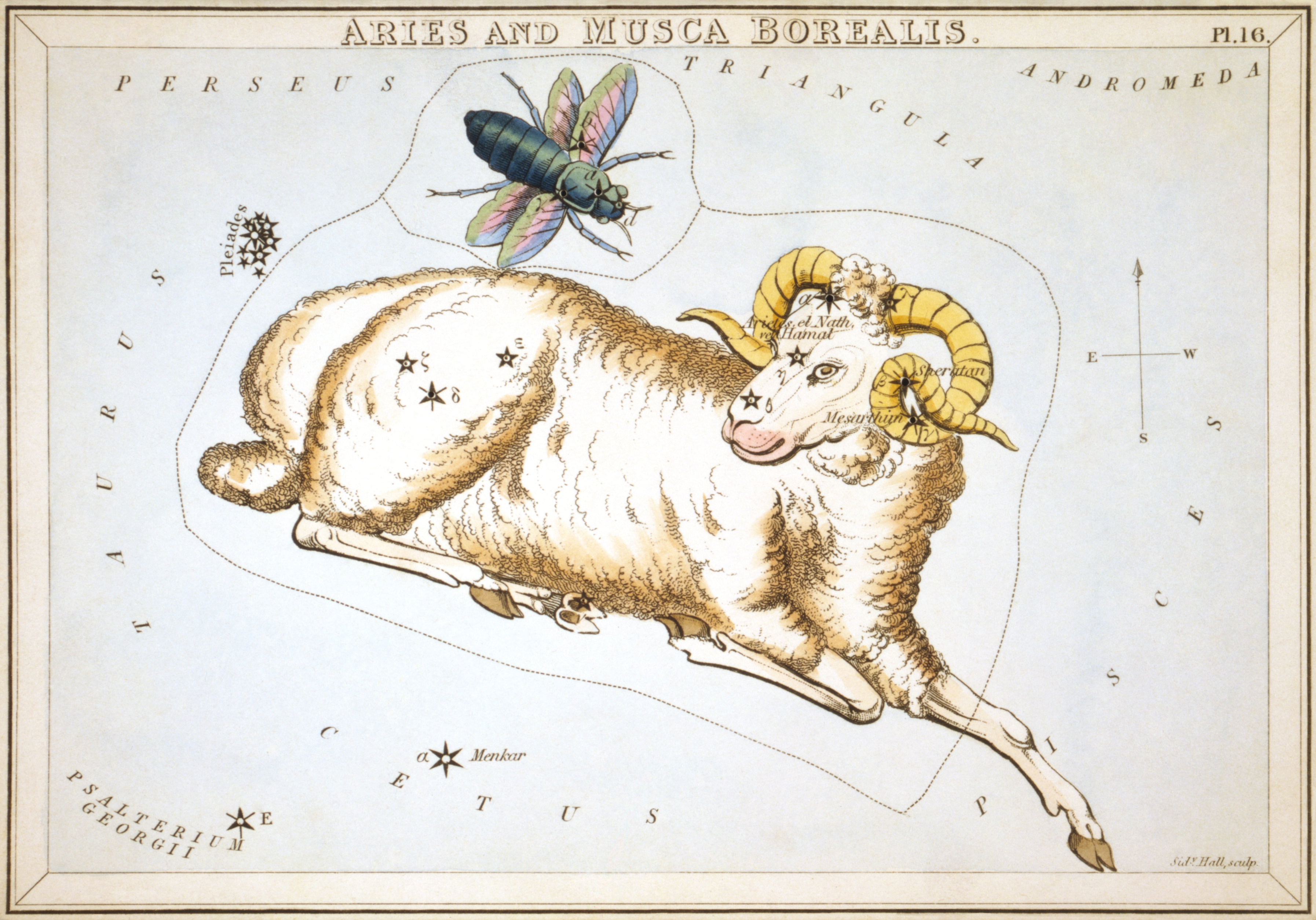
Карточка №16:  Овен и  Северная Муха
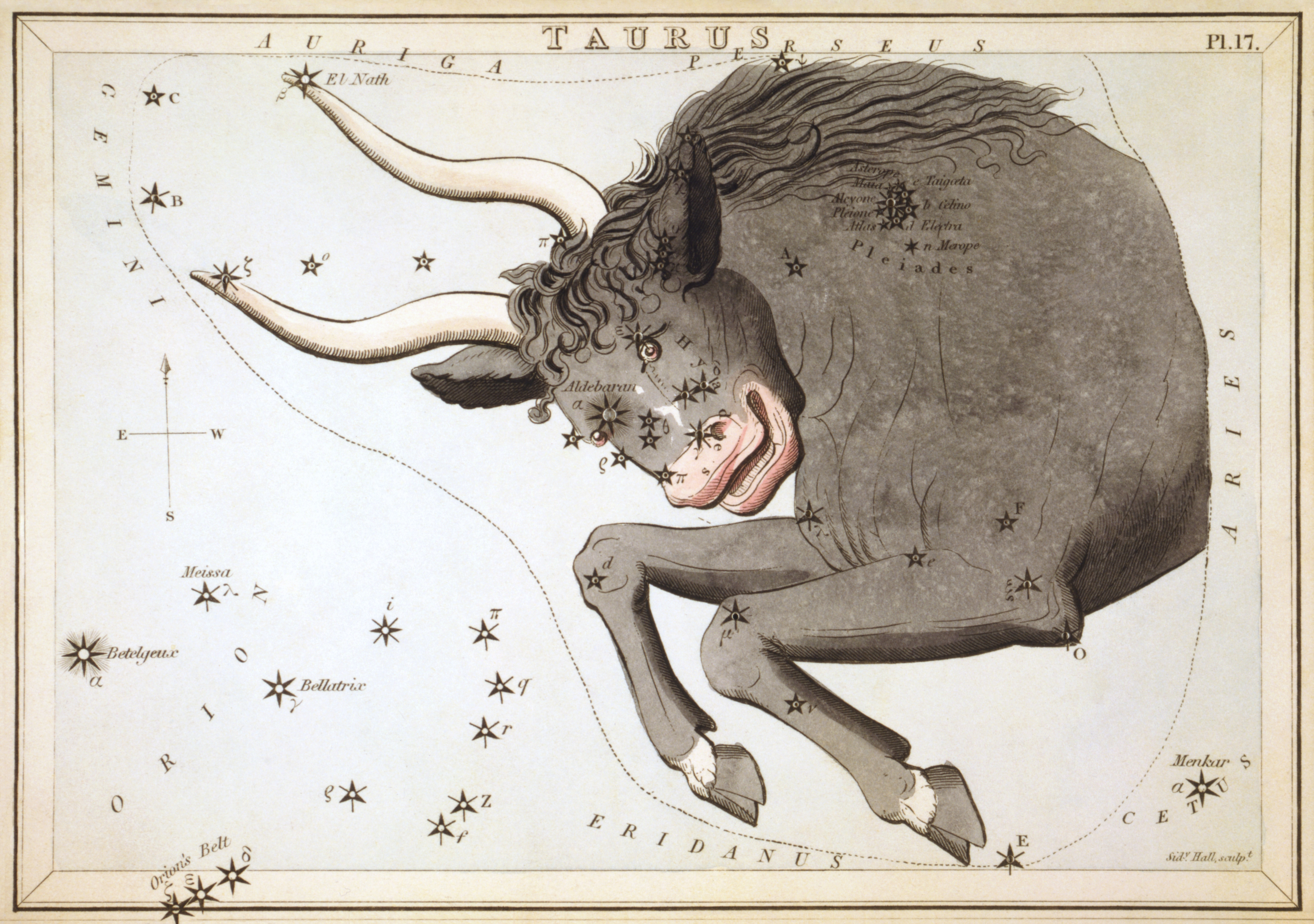
Карточка №17:  Телец
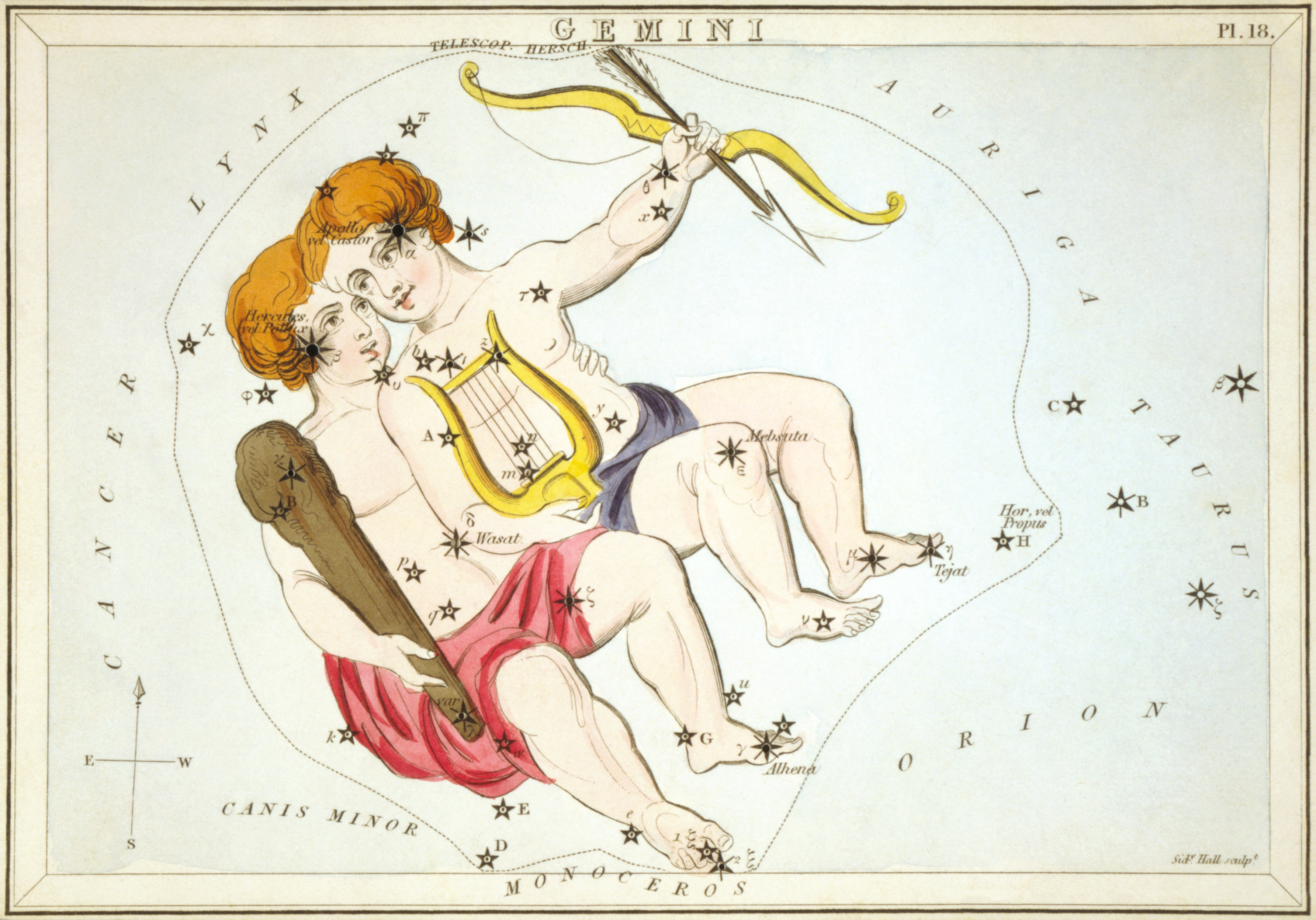
Карточка №18: Близнецы
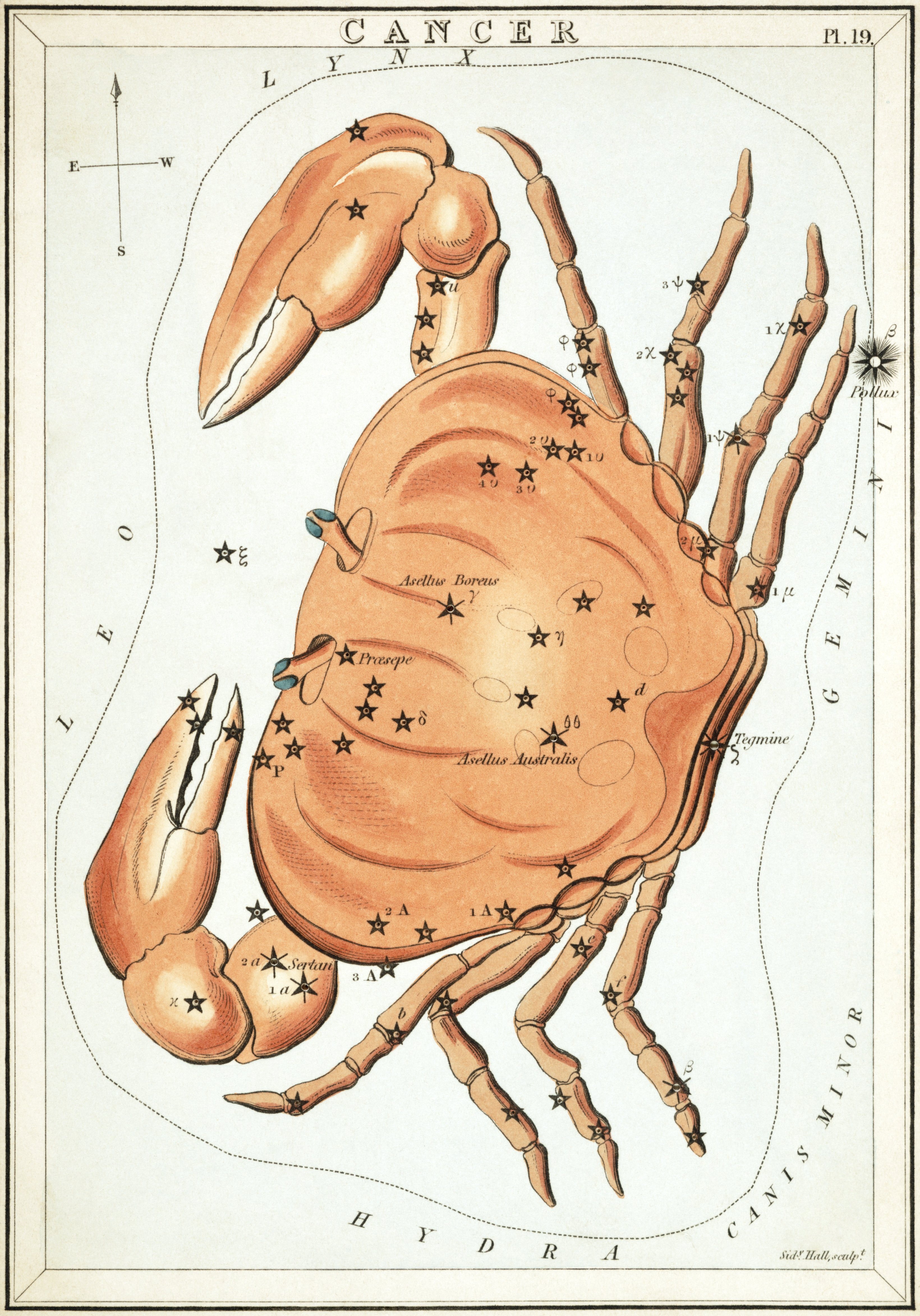
Карточка №19:  Рак
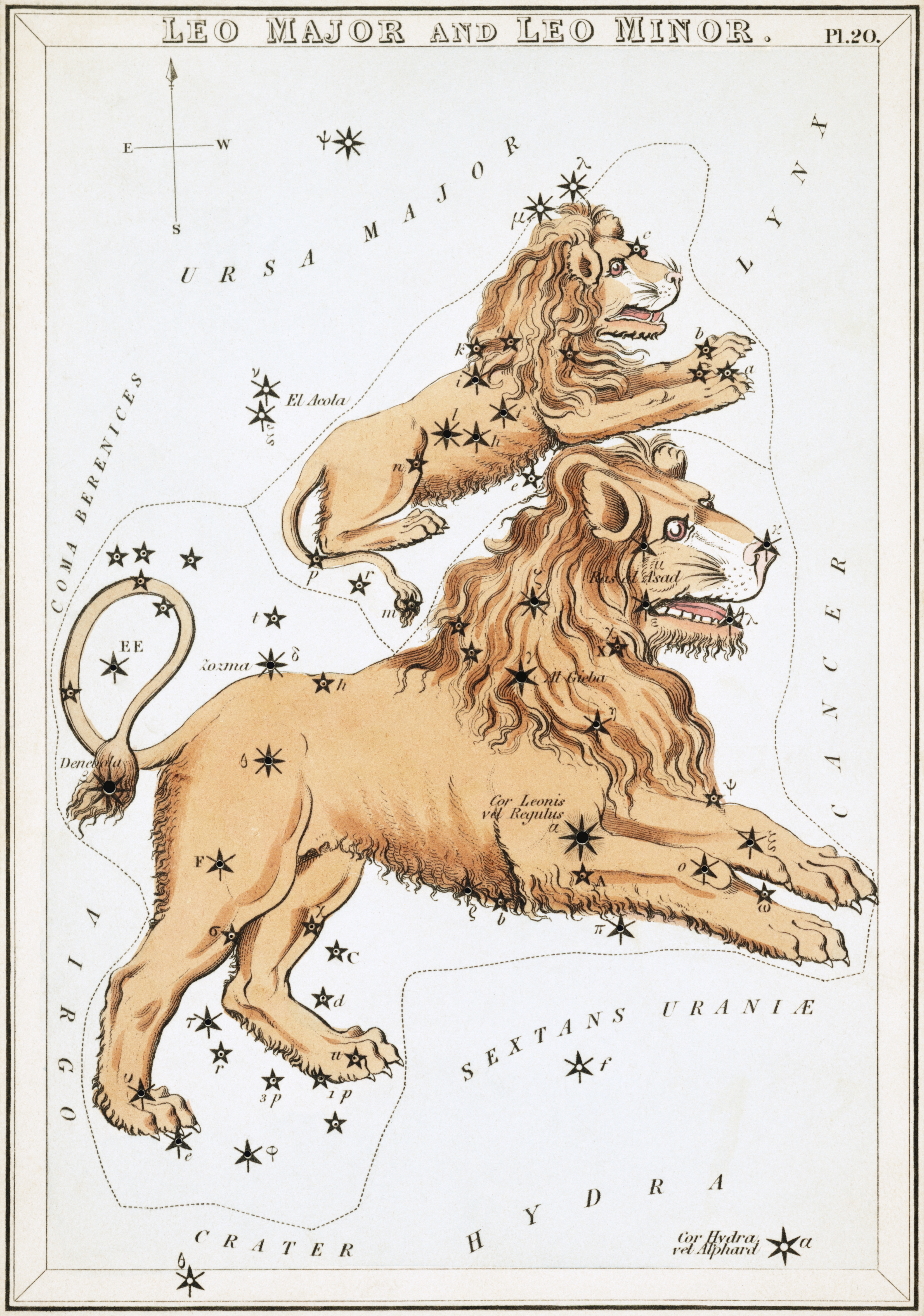
Карточка №20:  Лев и Малый Лев
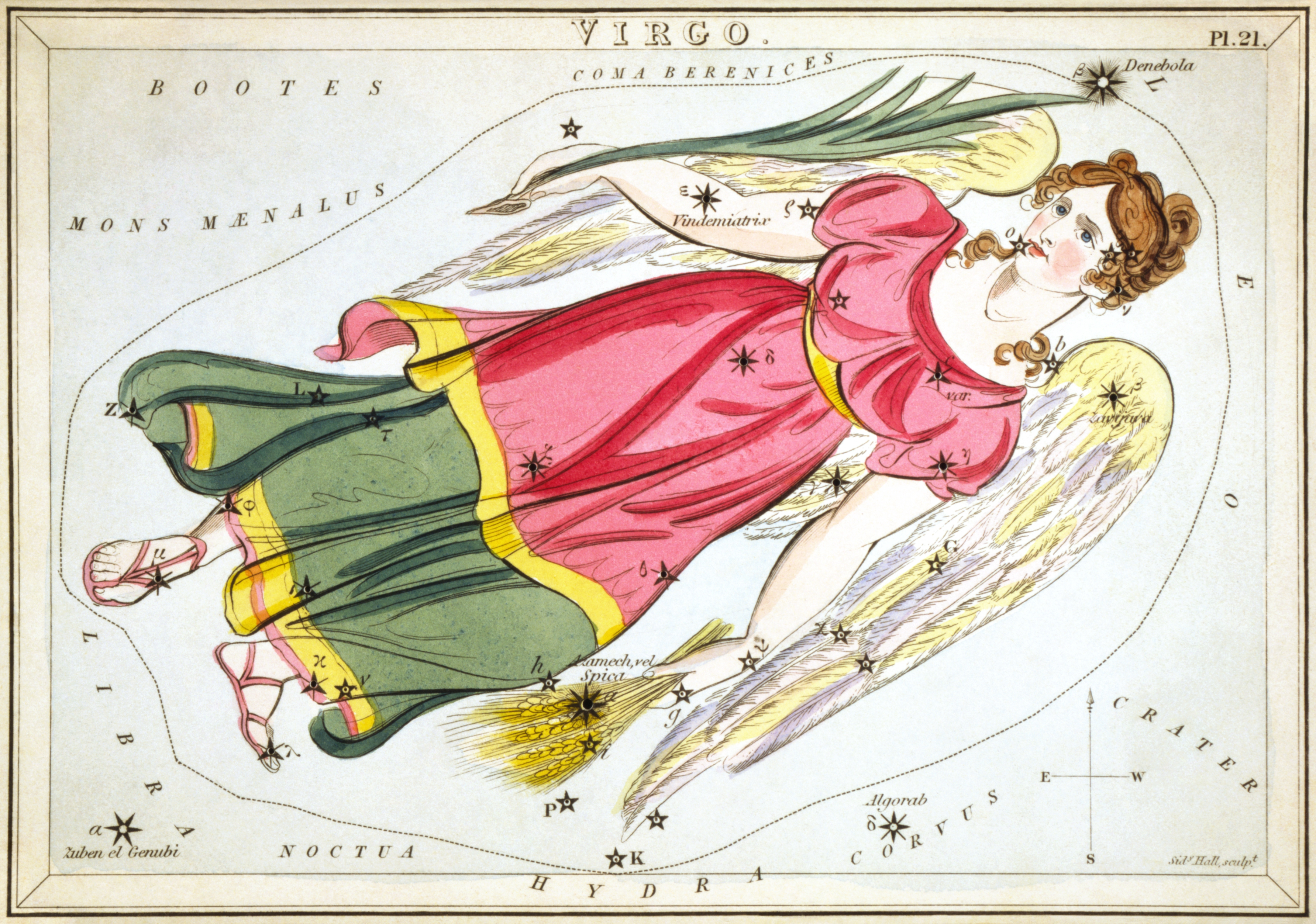
Карточка № 21: Дева
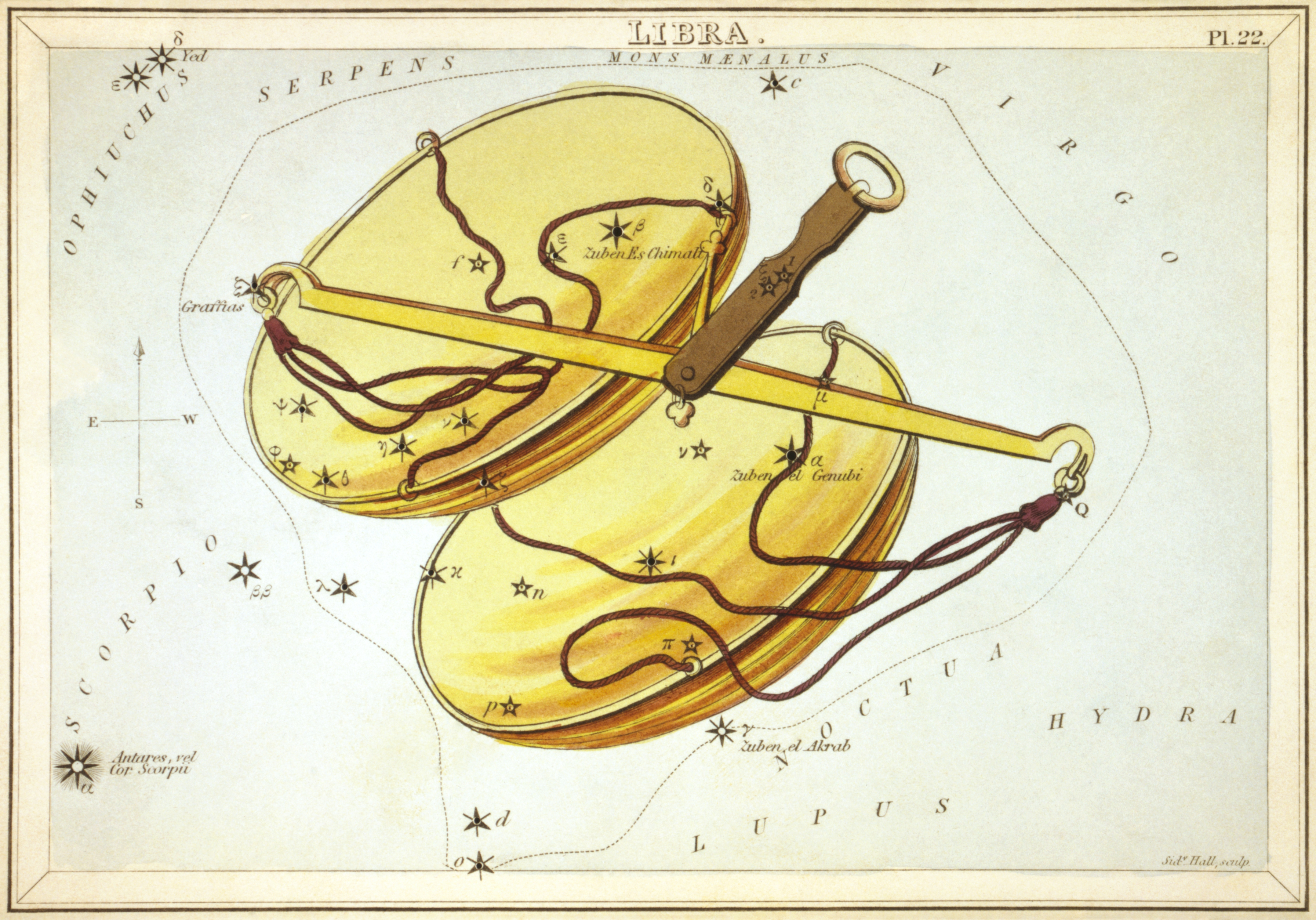
Карточка №22:  Весы
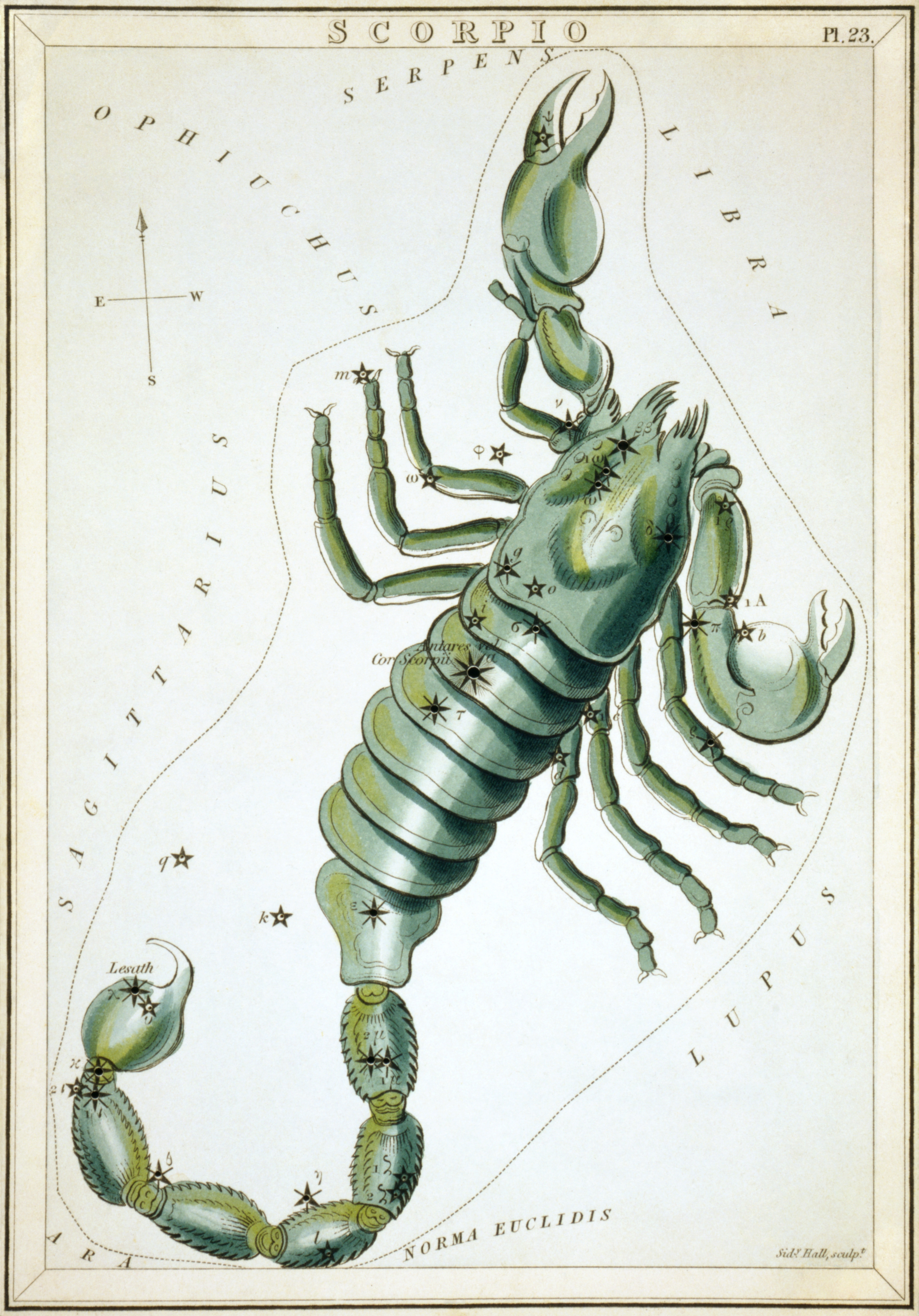
Карточка №23: Скорпион
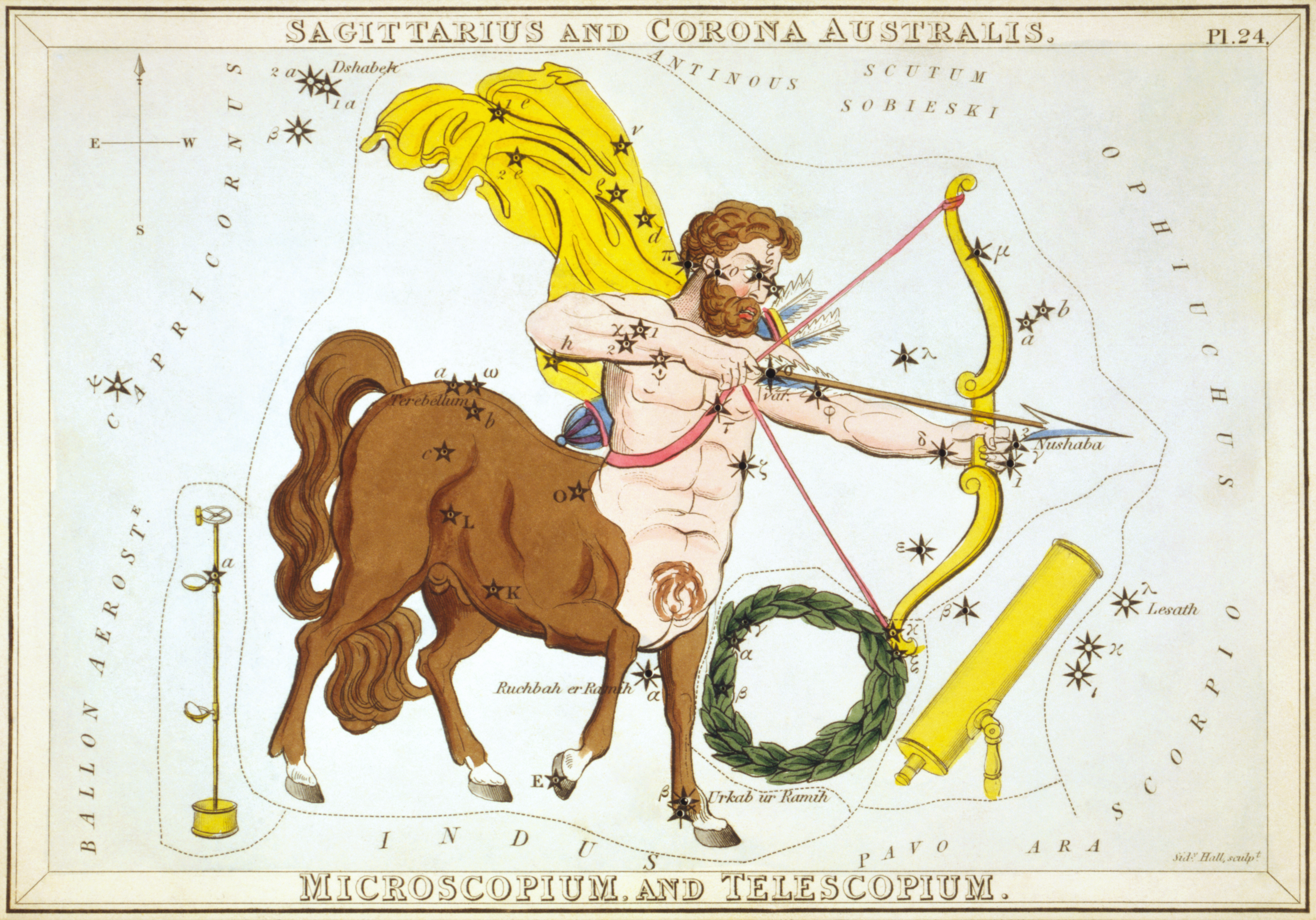
Карточка №24: Стрелец, Южная Корона, Микроскоп, и  Телескоп
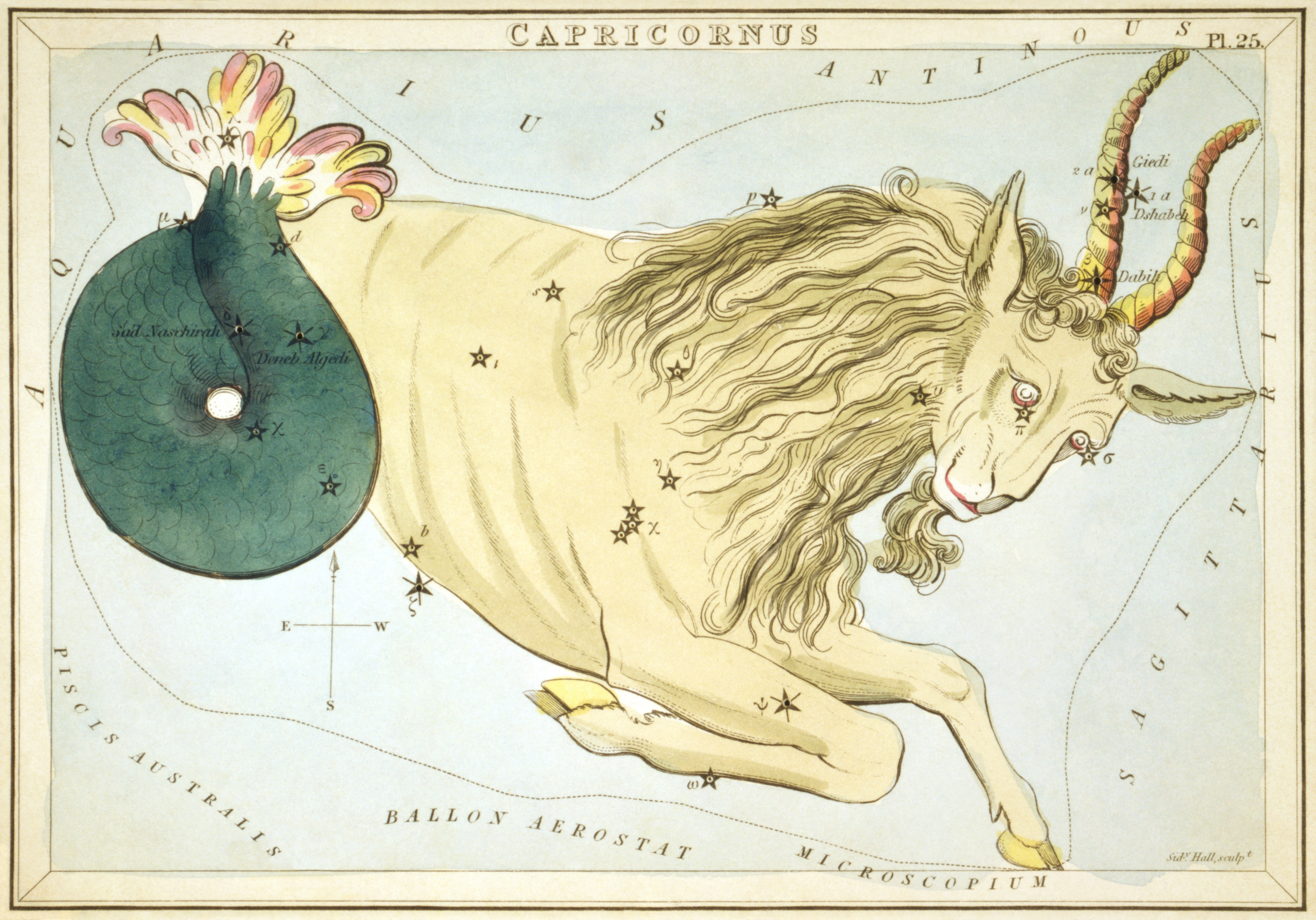
Карточка №25: Козерог (созвездие)
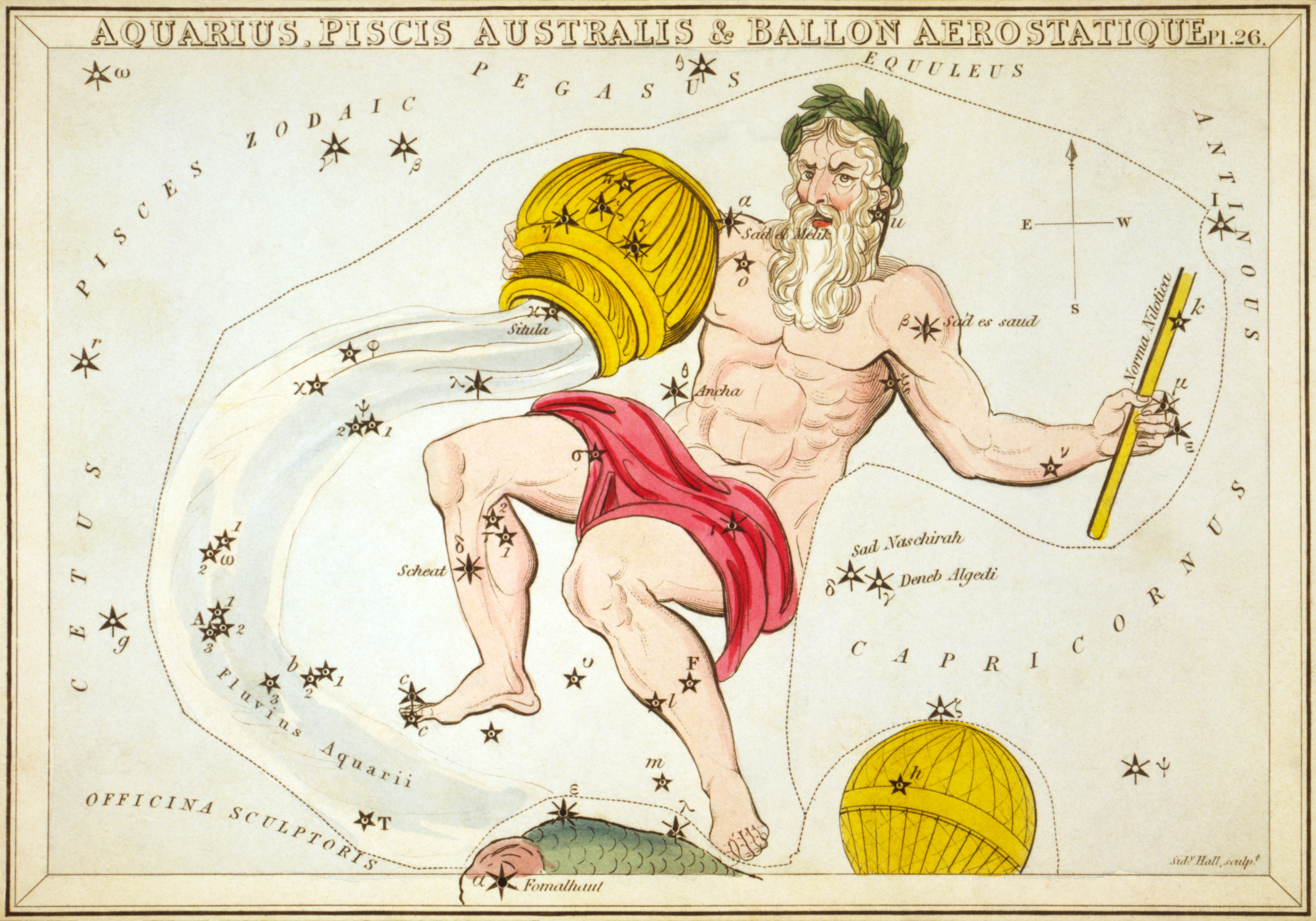
Карточка №26: Водолей, Южная Рыба и  Воздушный Шар
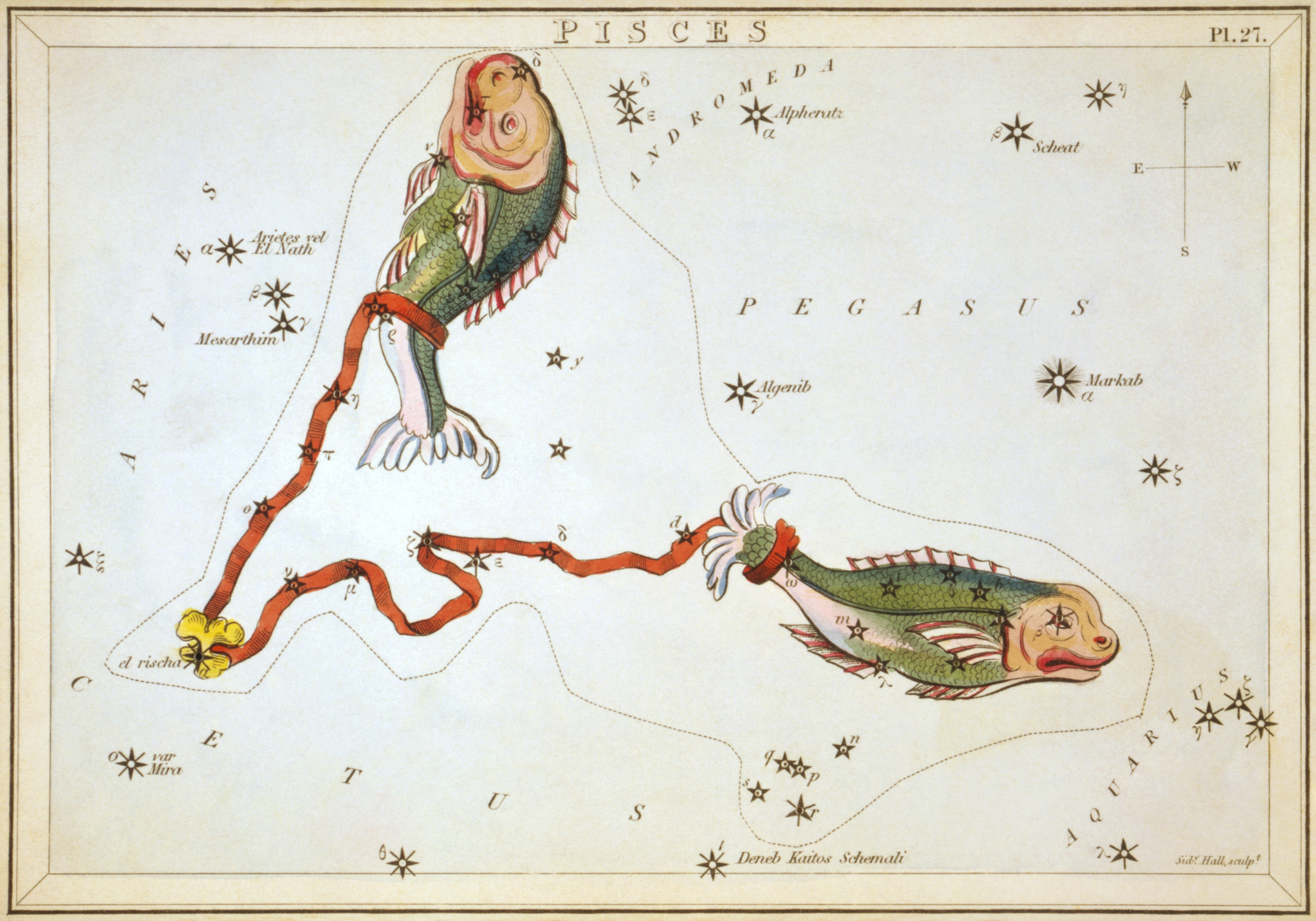
Карточка №27:  Рыбы
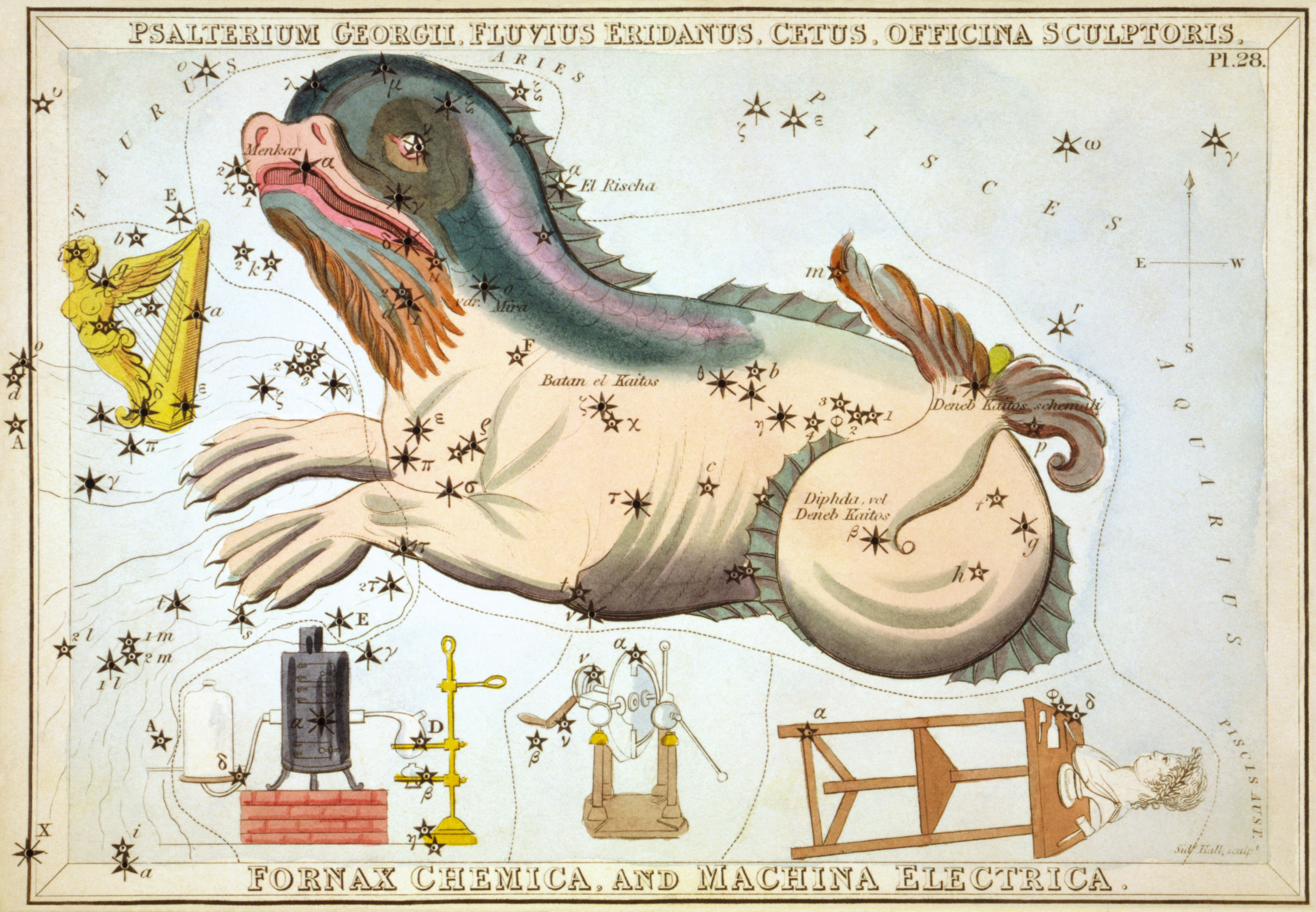
Карточка №28:  Лютня Георга, Эридан,  Кит, Скульптор, Печь и Электрическая Машина
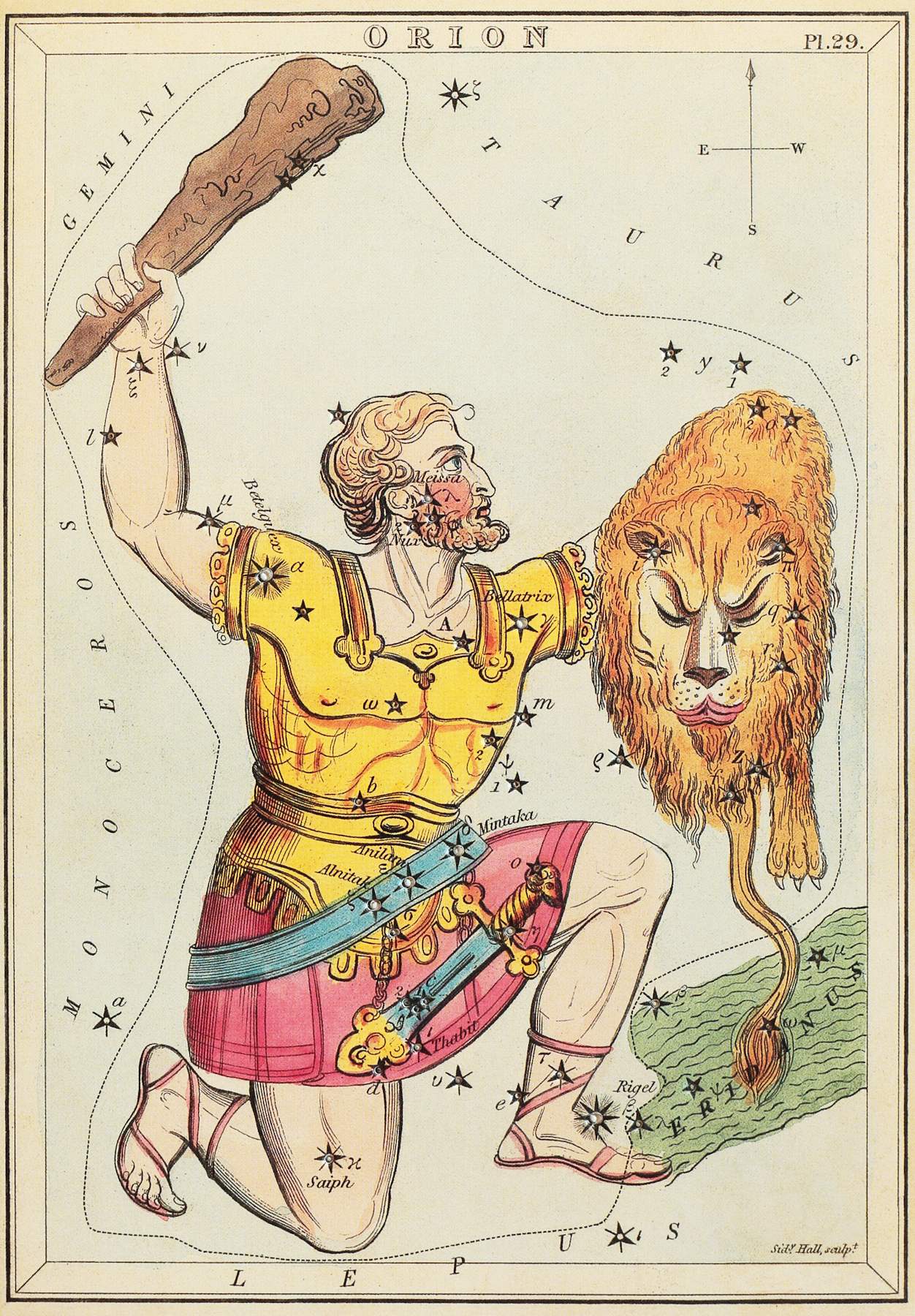
Карточка №29: Орион
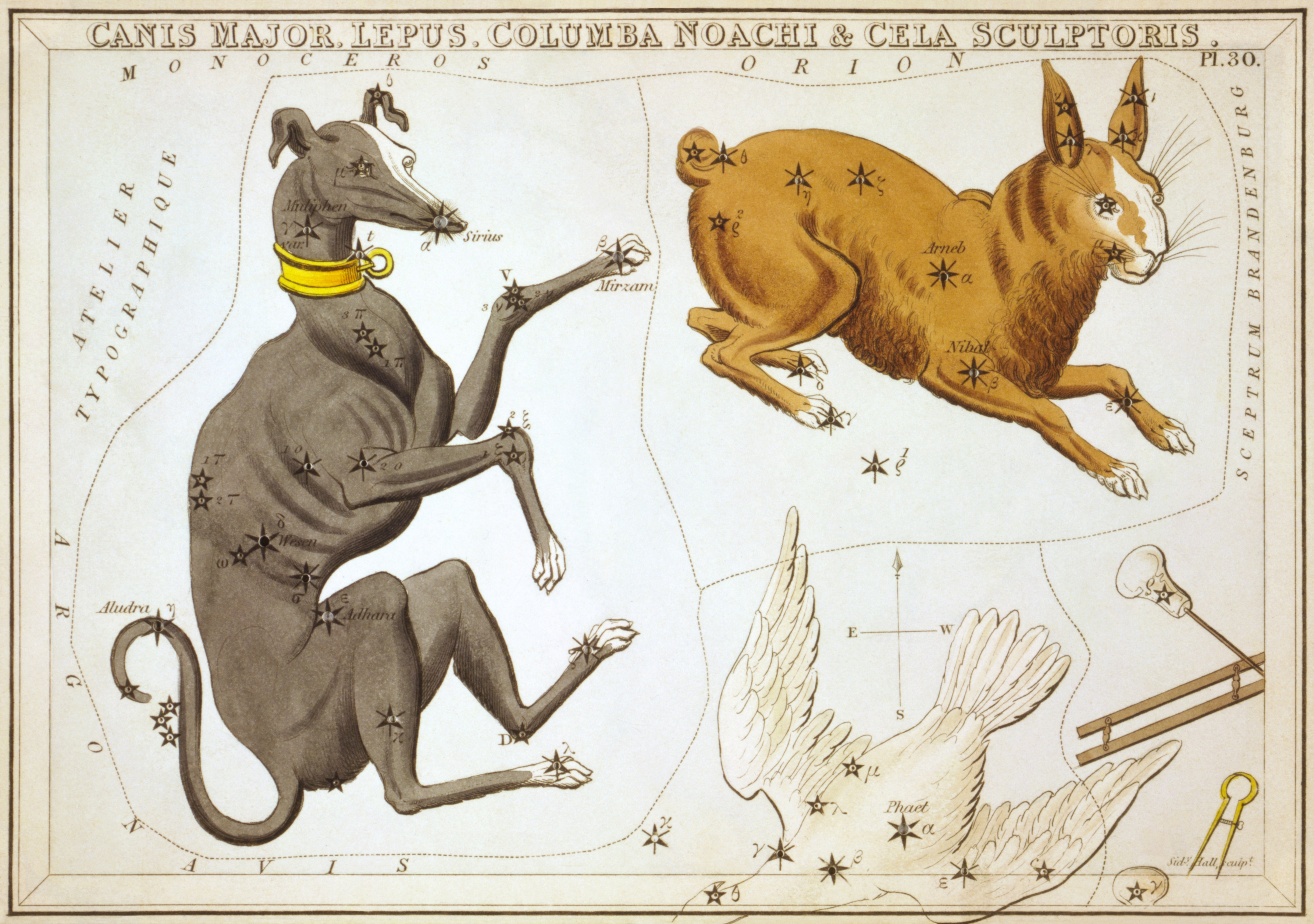
Карточка №30: Большой Пёс, Заяц, Голубь и  Резец
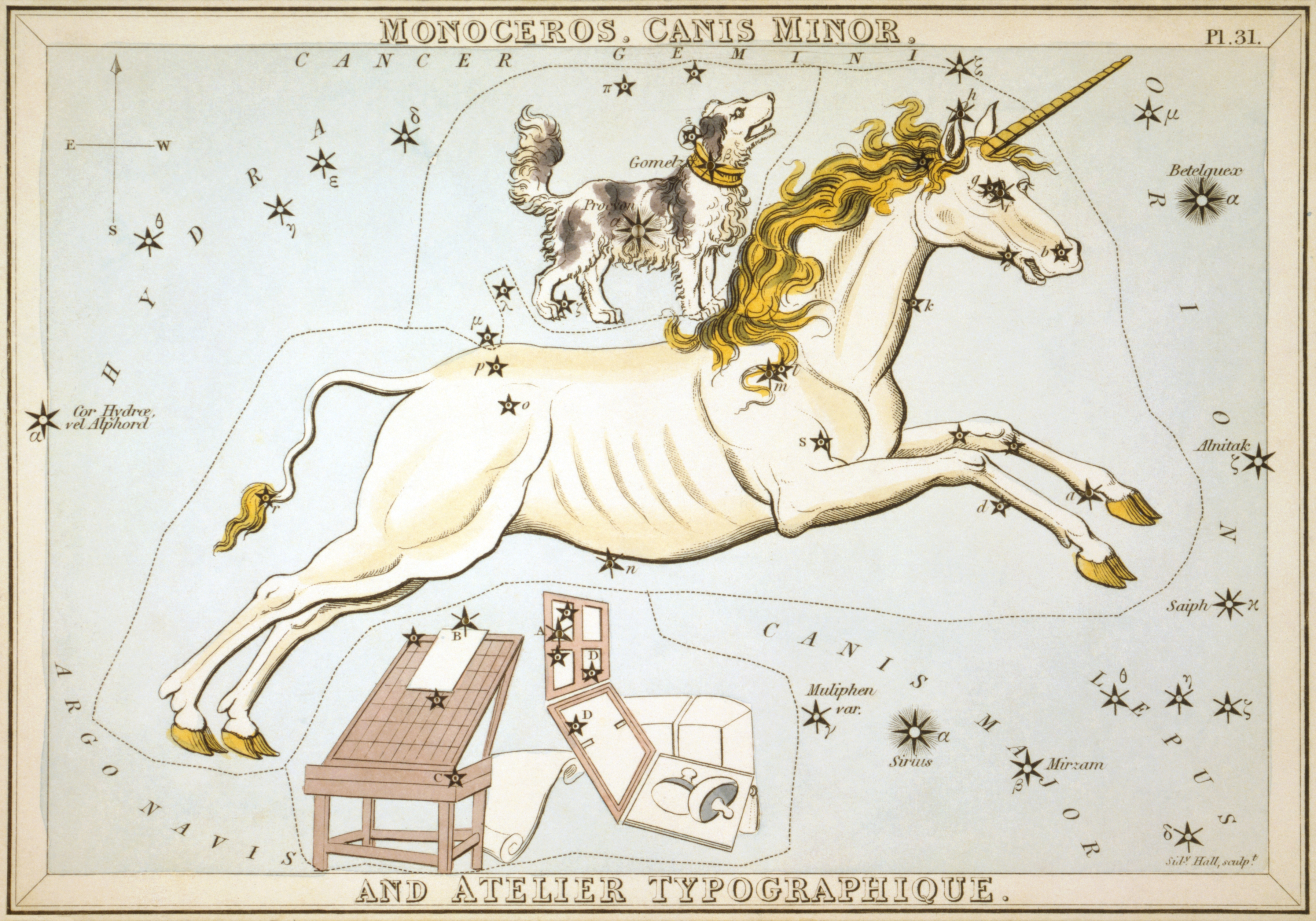
Карточка №31: Единорог, Малый Пёс и  Типографский Станок
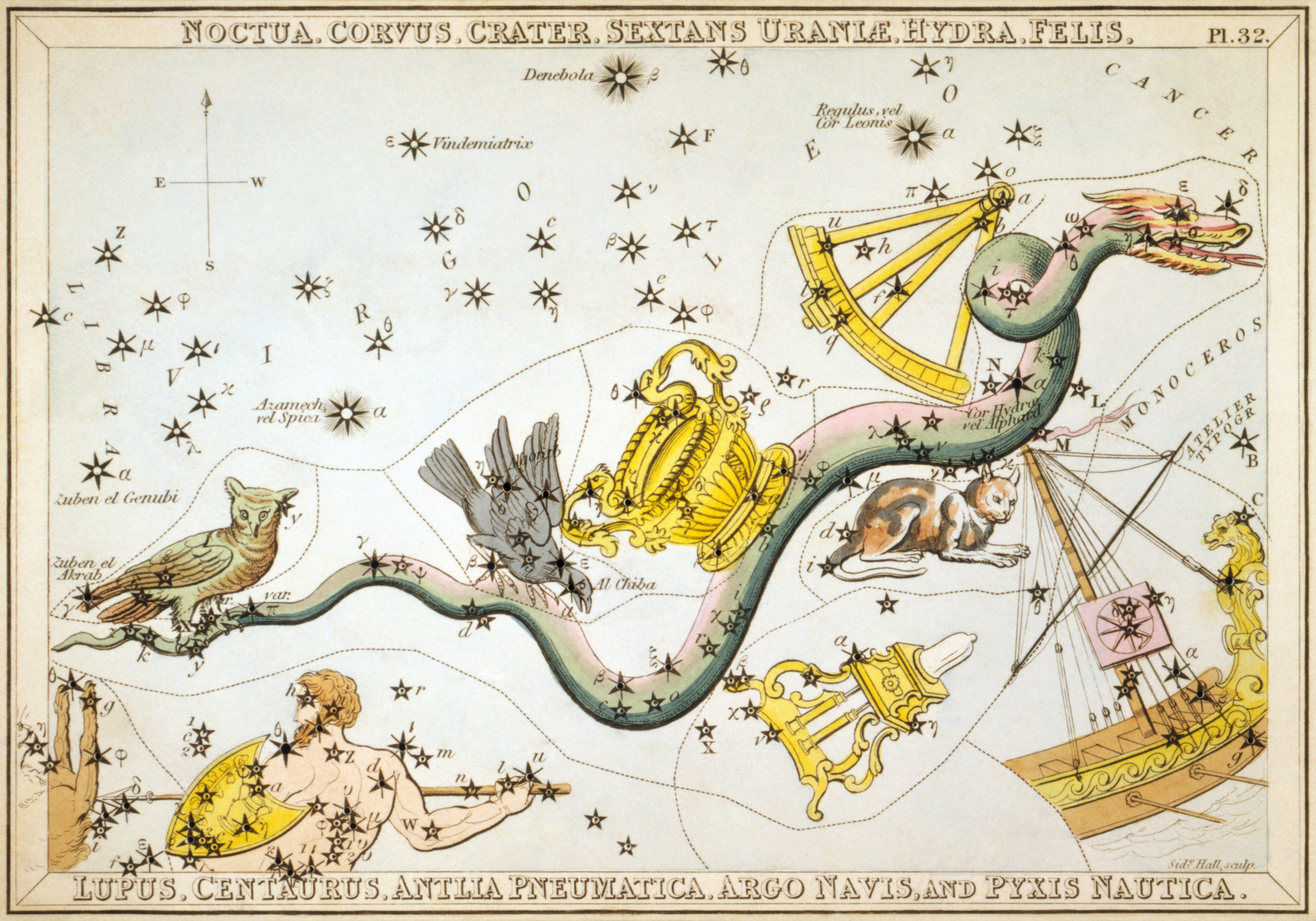
Карточка №32: Сова, Ворон, Чаша, Секстант, Гидра, Кошка, Волк, Центавр, Насос, Корабль Арго и Компас

## Порядок карточек
Созвездия изображены на карточках в том порядке, в котором они перечислены ниже:
- Дракон
- Малая Медведица
- Жираф
- Северный Олень (отменённое созвездие, лат. Tarandus vel Rangifer или Tarandus или Rangifer)[11]
- Хранитель Урожая (отменённое созвездие, буквально переводится как Хранитель Урожая (лат. Custos Messium), но задумано было как каламбур на имя охотника за кометами — Шарля Мессье, фр. Charles Messier)[12]
- Кассиопея
- Цефей
- Слава Фридриха II (отменённое созвездие, называемое также Регалии Фридриха II, было названо в честь Фридриха Великого)[13]
- Андромеда
- Треугольник
- Персей
- Возничий
- Рысь
- Большой и Малый Телескопы Гершеля (отменённое созвездие, было названо в честь инструментов Уильяма Гершеля)[14]
- Большая Медведица
- Волопас
- Гончие Псы
- Волосы Вероники
- Стенной Квадрант (отменённое созвездие, созданное Лаландом вероятно, в память об астрономическом инструменте Тихо Браге.[15]
- Геркулес
- Северная Корона
- Телец Понятовского (отменённое созвездие, посвящено Тельцу Понятовского (иногда Волу Понятовского). Август Понятовский последний польский король)[16]
- Змееносец[2]
- Щит (полное имя созвездия Щит Собеского)[17]
- Змея
- Дельфин
- Стрела
- Орёл
- Антиной (отменённое созвездие, Антиной — любовник римского императора Адриана.)[18]
- Ящерица
- Лебедь
- Лира
- Лисичка (полное устаревшее название созвездия было Лисичка с Гусем)[19]
- Пегас
- Малый Конь
- Овен
- Северная Муха (отменённое созвездие, представляет собой муху, не следует путать с современным южным созвездием Муха.)[20]
- Телец
- Близнецы
- Рак
- Большой Лев (сейчас известен просто как Лев)
- Малый Лев
- Дева
- Весы
- Скорпион
- Стрелец
- Южная Корона
- Микроскоп
- Телескоп
- Козерог
- Водолей
- Южная Рыба
- Воздушный Шар (отменённое созвездие, было предложено Лаландом в 1798 году в честь братьев Монгольфье)[21]
- Рыбы
- Лютня Георга (отменённое созвездие, обозначает лютню (или арфу) Георга III)[22]
- Эридан[23]
- Кит
- Мастерская Скульптора (в настоящее время известно как Скульптор)
- Химическая Печь (полное имя созвездия Печь)
- Электрическая Машина (отменённое созвездие, представляет собой электростатический генератор)[24]
- Орион
- Большой Пёс
- Заяц
- Голубь Ноя (полное название созвездия Голубь)[25]
- Резец Скульптора (сейчас известен как Резец)[2]
- Единорог
- Малый Пёс
- Типографский Станок (отменённое созвездие, представляет собой типографский станок Иоганна Гутенберга)[26]
- Сова (отменённое созвездие, предлагалось для замены столь же устаревшего Одинокого Дрозда)[27]
- Ворон
- Чаша
- Небесный Секстант (полное имя созвездия Секстант),[28]
- Гидра
- Кошка (отменённое созвездие)[29]
- Волк
- Центавр
- Воздушный Насос (полное имя созвездия Насос)[30]
- Корабль Арго (отменённое созвездие, сейчас разделено на Киль, Паруса, и Корму)[31]
- Компас мореплавателя (полное название созвездия Компас)[32]

В дополнение, Гора Менала показана как гора, на которой стоит Волопас, Голова Медузы показана как часть рисунка Персея, а Цербер показан вместе с Геркулесом.